# Llista d'asteroides (445001-446000)
Llista d'asteroides del 445.001 al 446.000, amb data de descoberta i descobridor. És un fragment de la llista d'asteroides completa. Als asteroides se'ls dona un número quan es confirma la seva òrbita, per tant apareixen llistats aproximadament segons la data de descobriment.

## 445001–445100
| Nom    | Designació provisional | Data de descobriment   | Lloc de descobriment | Descobridor/s        |
| ------ | ---------------------- | ---------------------- | -------------------- | -------------------- |
| 445001 | 2008 GT106             | 12 d'abril de 2008     | Kitt Peak            | Spacewatch           |
| 445002 | 2008 GV113             | 6 d'abril de 2008      | Socorro              | LINEAR               |
| 445003 | 2008 GZ119             | 29 de febrer de 2008   | Kitt Peak            | Spacewatch           |
| 445004 | 2008 GX123             | 15 de març de 2008     | Kitt Peak            | Spacewatch           |
| 445005 | 2008 GA130             | 4 d'abril de 2008      | Catalina             | CSS                  |
| 445006 | 2008 GQ137             | 6 d'abril de 2008      | Kitt Peak            | Spacewatch           |
| 445007 | 2008 HQ                | 5 de novembre de 2005  | Kitt Peak            | Spacewatch           |
| 445008 | 2008 HJ2               | 25 d'abril de 2008     | Dauban               | Kugel, F.            |
| 445009 | 2008 HD11              | 3 d'abril de 2008      | Kitt Peak            | Spacewatch           |
| 445010 | 2008 HE18              | 30 de març de 2008     | Kitt Peak            | Spacewatch           |
| 445011 | 2008 HS20              | 26 d'abril de 2008     | Mount Lemmon         | Mt. Lemmon Survey    |
| 445012 | 2008 HJ26              | 15 de març de 2007     | Mount Lemmon         | Mt. Lemmon Survey    |
| 445013 | 2008 HC37              | 5 d'abril de 2008      | Kitt Peak            | Spacewatch           |
| 445014 | 2008 HE41              | 26 d'abril de 2008     | Mount Lemmon         | Mt. Lemmon Survey    |
| 445015 | 2008 HK51              | 29 d'abril de 2008     | Kitt Peak            | Spacewatch           |
| 445016 | 2008 HO60              | 15 d'abril de 2008     | Mount Lemmon         | Mt. Lemmon Survey    |
| 445017 | 2008 HB65              | 29 d'abril de 2008     | Kitt Peak            | Spacewatch           |
| 445018 | 2008 JJ24              | 5 de gener de 2000     | Kitt Peak            | Spacewatch           |
| 445019 | 2008 JG31              | 30 de març de 2008     | Kitt Peak            | Spacewatch           |
| 445020 | 2008 KB30              | 29 de maig de 2008     | Kitt Peak            | Spacewatch           |
| 445021 | 2008 KK31              | 30 d'abril de 2008     | Kitt Peak            | Spacewatch           |
| 445022 | 2008 KE39              | 30 de maig de 2008     | Kitt Peak            | Spacewatch           |
| 445023 | 2008 LN11              | 24 d'abril de 2008     | Kitt Peak            | Spacewatch           |
| 445024 | 2008 NT                | 1 de juliol de 2008    | Kitt Peak            | Spacewatch           |
| 445025 | 2008 NS1               | 5 de juliol de 2008    | Siding Spring        | Siding Spring Survey |
| 445026 | 2008 OX3               | 25 de juliol de 2008   | Siding Spring        | Siding Spring Survey |
| 445027 | 2008 PO8               | 30 de juliol de 2008   | Mount Lemmon         | Mt. Lemmon Survey    |
| 445028 | 2008 PD20              | 7 d'agost de 2008      | Kitt Peak            | Spacewatch           |
| 445029 | 2008 QT9               | 21 d'agost de 2008     | Kitt Peak            | Spacewatch           |
| 445030 | 2008 QS37              | 21 d'agost de 2008     | Kitt Peak            | Spacewatch           |
| 445031 | 2008 QS39              | 24 d'agost de 2008     | Kitt Peak            | Spacewatch           |
| 445032 | 2008 RT14              | 24 d'agost de 2008     | Kitt Peak            | Spacewatch           |
| 445033 | 2008 RJ24              | 5 de setembre de 2008  | Socorro              | LINEAR               |
| 445034 | 2008 RQ29              | 2 de setembre de 2008  | Kitt Peak            | Spacewatch           |
| 445035 | 2008 RG42              | 2 de setembre de 2008  | Kitt Peak            | Spacewatch           |
| 445036 | 2008 RR87              | 5 de setembre de 2008  | Kitt Peak            | Spacewatch           |
| 445037 | 2008 RA101             | 5 de setembre de 2008  | Kitt Peak            | Spacewatch           |
| 445038 | 2008 RL106             | 7 de setembre de 2008  | Mount Lemmon         | Mt. Lemmon Survey    |
| 445039 | 2008 RX115             | 7 de setembre de 2008  | Mount Lemmon         | Mt. Lemmon Survey    |
| 445040 | 2008 RA119             | 2 de setembre de 2008  | Kitt Peak            | Spacewatch           |
| 445041 | 2008 RY128             | 11 de març de 2000     | Socorro              | LINEAR               |
| 445042 | 2008 RZ139             | 7 de setembre de 2008  | Catalina             | CSS                  |
| 445043 | 2008 RM141             | 4 de setembre de 2008  | Socorro              | LINEAR               |
| 445044 | 2008 RY145             | 4 de setembre de 2008  | Kitt Peak            | Spacewatch           |
| 445045 | 2008 SO27              | 19 de setembre de 2008 | Kitt Peak            | Spacewatch           |
| 445046 | 2008 SL28              | 19 de setembre de 2008 | Kitt Peak            | Spacewatch           |
| 445047 | 2008 SP44              | 20 de setembre de 2008 | Kitt Peak            | Spacewatch           |
| 445048 | 2008 SK47              | 7 de setembre de 2008  | Mount Lemmon         | Mt. Lemmon Survey    |
| 445049 | 2008 SZ52              | 20 de setembre de 2008 | Mount Lemmon         | Mt. Lemmon Survey    |
| 445050 | 2008 SG56              | 20 de setembre de 2008 | Kitt Peak            | Spacewatch           |
| 445051 | 2008 SZ62              | 21 de setembre de 2008 | Kitt Peak            | Spacewatch           |
| 445052 | 2008 SW68              | 22 de setembre de 2008 | Kitt Peak            | Spacewatch           |
| 445053 | 2008 SM92              | 9 de setembre de 2008  | Mount Lemmon         | Mt. Lemmon Survey    |
| 445054 | 2008 SG99              | 21 de setembre de 2008 | Kitt Peak            | Spacewatch           |
| 445055 | 2008 SV123             | 22 de setembre de 2008 | Mount Lemmon         | Mt. Lemmon Survey    |
| 445056 | 2008 ST132             | 22 de setembre de 2008 | Kitt Peak            | Spacewatch           |
| 445057 | 2008 SL139             | 6 de setembre de 2008  | Catalina             | CSS                  |
| 445058 | 2008 SO195             | 25 de setembre de 2008 | Kitt Peak            | Spacewatch           |
| 445059 | 2008 SK198             | 20 d'agost de 2004     | Kitt Peak            | Spacewatch           |
| 445060 | 2008 SE202             | 22 de setembre de 2008 | Kitt Peak            | Spacewatch           |
| 445061 | 2008 SH202             | 26 de setembre de 2008 | Kitt Peak            | Spacewatch           |
| 445062 | 2008 SO202             | 7 de setembre de 2008  | Mount Lemmon         | Mt. Lemmon Survey    |
| 445063 | 2008 SS204             | 26 de setembre de 2008 | Kitt Peak            | Spacewatch           |
| 445064 | 2008 SF205             | 26 de setembre de 2008 | Kitt Peak            | Spacewatch           |
| 445065 | 2008 SO232             | 7 d'abril de 2005      | Mount Lemmon         | Mt. Lemmon Survey    |
| 445066 | 2008 SD242             | 29 de setembre de 2008 | Catalina             | CSS                  |
| 445067 | 2008 SA267             | 22 de setembre de 2008 | Mount Lemmon         | Mt. Lemmon Survey    |
| 445068 | 2008 SE268             | 24 de setembre de 2008 | Kitt Peak            | Spacewatch           |
| 445069 | 2008 SD285             | 28 de setembre de 2008 | Mount Lemmon         | Mt. Lemmon Survey    |
| 445070 | 2008 SE288             | 23 de setembre de 2008 | Kitt Peak            | Spacewatch           |
| 445071 | 2008 SP297             | 20 de setembre de 2008 | Catalina             | CSS                  |
| 445072 | 2008 SQ299             | 22 de setembre de 2008 | Kitt Peak            | Spacewatch           |
| 445073 | 2008 SE300             | 22 de setembre de 2008 | Kitt Peak            | Spacewatch           |
| 445074 | 2008 TE16              | 1 d'octubre de 2008    | Mount Lemmon         | Mt. Lemmon Survey    |
| 445075 | 2008 TB18              | 1 d'octubre de 2008    | Mount Lemmon         | Mt. Lemmon Survey    |
| 445076 | 2008 TP18              | 1 d'octubre de 2008    | Mount Lemmon         | Mt. Lemmon Survey    |
| 445077 | 2008 TJ27              | 1 d'octubre de 2008    | La Sagra             | OAM                  |
| 445078 | 2008 TD39              | 1 d'octubre de 2008    | Kitt Peak            | Spacewatch           |
| 445079 | 2008 TQ42              | 1 d'octubre de 2008    | Mount Lemmon         | Mt. Lemmon Survey    |
| 445080 | 2008 TY43              | 1 d'octubre de 2008    | Mount Lemmon         | Mt. Lemmon Survey    |
| 445081 | 2008 TL55              | 2 d'octubre de 2008    | Kitt Peak            | Spacewatch           |
| 445082 | 2008 TJ74              | 2 d'octubre de 2008    | Kitt Peak            | Spacewatch           |
| 445083 | 2008 TV87              | 21 de setembre de 2008 | Kitt Peak            | Spacewatch           |
| 445084 | 2008 TY87              | 25 de setembre de 2008 | Kitt Peak            | Spacewatch           |
| 445085 | 2008 TR96              | 4 de setembre de 2008  | Kitt Peak            | Spacewatch           |
| 445086 | 2008 TF109             | 6 d'octubre de 2008    | Mount Lemmon         | Mt. Lemmon Survey    |
| 445087 | 2008 TQ110             | 23 de setembre de 2008 | Catalina             | CSS                  |
| 445088 | 2008 TW121             | 23 de setembre de 2008 | Catalina             | CSS                  |
| 445089 | 2008 TV136             | 21 de setembre de 2008 | Kitt Peak            | Spacewatch           |
| 445090 | 2008 TF146             | 9 d'octubre de 2008    | Mount Lemmon         | Mt. Lemmon Survey    |
| 445091 | 2008 TQ161             | 6 d'octubre de 2008    | Mount Lemmon         | Mt. Lemmon Survey    |
| 445092 | 2008 TV161             | 8 d'octubre de 2008    | Kitt Peak            | Spacewatch           |
| 445093 | 2008 TL166             | 7 d'octubre de 2008    | Mount Lemmon         | Mt. Lemmon Survey    |
| 445094 | 2008 TM174             | 6 d'octubre de 2008    | Kitt Peak            | Spacewatch           |
| 445095 | 2008 TG175             | 8 d'octubre de 2008    | Mount Lemmon         | Mt. Lemmon Survey    |
| 445096 | 2008 TS179             | 25 de desembre de 2005 | Mount Lemmon         | Mt. Lemmon Survey    |
| 445097 | 2008 TU181             | 1 d'octubre de 2008    | Kitt Peak            | Spacewatch           |
| 445098 | 2008 UQ40              | 20 d'octubre de 2008   | Kitt Peak            | Spacewatch           |
| 445099 | 2008 UG42              | 24 de setembre de 2008 | Mount Lemmon         | Mt. Lemmon Survey    |
| 445100 | 2008 UL45              | 20 d'octubre de 2008   | Mount Lemmon         | Mt. Lemmon Survey    |

## 445101–445200
| Nom    | Designació provisional | Data de descobriment   | Lloc de descobriment | Descobridor/s               |
| ------ | ---------------------- | ---------------------- | -------------------- | --------------------------- |
| 445101 | 2008 UR45              | 20 d'octubre de 2008   | Mount Lemmon         | Mt. Lemmon Survey           |
| 445102 | 2008 UO52              | 20 d'octubre de 2008   | Kitt Peak            | Spacewatch                  |
| 445103 | 2008 UO61              | 21 d'octubre de 2008   | Kitt Peak            | Spacewatch                  |
| 445104 | 2008 UR64              | 21 d'octubre de 2008   | Kitt Peak            | Spacewatch                  |
| 445105 | 2008 UE71              | 21 d'octubre de 2008   | Kitt Peak            | Spacewatch                  |
| 445106 | 2008 UE73              | 21 d'octubre de 2008   | Kitt Peak            | Spacewatch                  |
| 445107 | 2008 UU82              | 22 d'octubre de 2008   | Kitt Peak            | Spacewatch                  |
| 445108 | 2008 UU105             | 21 d'octubre de 2008   | Kitt Peak            | Spacewatch                  |
| 445109 | 2008 UW122             | 22 d'octubre de 2008   | Kitt Peak            | Spacewatch                  |
| 445110 | 2008 UB129             | 9 d'octubre de 2008    | Kitt Peak            | Spacewatch                  |
| 445111 | 2008 UL135             | 6 de setembre de 2008  | Mount Lemmon         | Mt. Lemmon Survey           |
| 445112 | 2008 UM140             | 23 d'octubre de 2008   | Kitt Peak            | Spacewatch                  |
| 445113 | 2008 UZ151             | 23 d'octubre de 2008   | Mount Lemmon         | Mt. Lemmon Survey           |
| 445114 | 2008 UJ154             | 23 d'octubre de 2008   | Kitt Peak            | Spacewatch                  |
| 445115 | 2008 UB156             | 23 d'octubre de 2008   | Kitt Peak            | Spacewatch                  |
| 445116 | 2008 UK169             | 24 d'octubre de 2008   | Kitt Peak            | Spacewatch                  |
| 445117 | 2008 UQ181             | 24 d'octubre de 2008   | Mount Lemmon         | Mt. Lemmon Survey           |
| 445118 | 2008 UM197             | 27 d'octubre de 2008   | Mount Lemmon         | Mt. Lemmon Survey           |
| 445119 | 2008 UE210             | 23 d'octubre de 2008   | Kitt Peak            | Spacewatch                  |
| 445120 | 2008 UL225             | 25 d'octubre de 2008   | Kitt Peak            | Spacewatch                  |
| 445121 | 2008 UL256             | 27 d'octubre de 2008   | Kitt Peak            | Spacewatch                  |
| 445122 | 2008 UN263             | 27 d'octubre de 2008   | Kitt Peak            | Spacewatch                  |
| 445123 | 2008 UQ263             | 27 d'octubre de 2008   | Kitt Peak            | Spacewatch                  |
| 445124 | 2008 UC268             | 21 de setembre de 2008 | Mount Lemmon         | Mt. Lemmon Survey           |
| 445125 | 2008 UD286             | 28 d'octubre de 2008   | Mount Lemmon         | Mt. Lemmon Survey           |
| 445126 | 2008 UF300             | 12 d'octubre de 2004   | Kitt Peak            | Spacewatch                  |
| 445127 | 2008 UC323             | 31 d'octubre de 2008   | Kitt Peak            | Spacewatch                  |
| 445128 | 2008 UY356             | 23 d'octubre de 2008   | Kitt Peak            | Spacewatch                  |
| 445129 | 2008 VE20              | 1 de novembre de 2008  | Mount Lemmon         | Mt. Lemmon Survey           |
| 445130 | 2008 VV39              | 2 de novembre de 2008  | Kitt Peak            | Spacewatch                  |
| 445131 | 2008 VE46              | 8 de juny de 2007      | Kitt Peak            | Spacewatch                  |
| 445132 | 2008 VD64              | 20 de setembre de 2008 | Mount Lemmon         | Mt. Lemmon Survey           |
| 445133 | 2008 WB3               | 17 de novembre de 2008 | Kitt Peak            | Spacewatch                  |
| 445134 | 2008 WT3               | 17 de novembre de 2008 | Kitt Peak            | Spacewatch                  |
| 445135 | 2008 WH5               | 17 de novembre de 2008 | Kitt Peak            | Spacewatch                  |
| 445136 | 2008 WR5               | 17 de novembre de 2008 | Kitt Peak            | Spacewatch                  |
| 445137 | 2008 WH12              | 18 de novembre de 2008 | Catalina             | CSS                         |
| 445138 | 2008 WZ23              | 18 de novembre de 2008 | Catalina             | CSS                         |
| 445139 | 2008 WD38              | 8 de setembre de 2004  | Socorro              | LINEAR                      |
| 445140 | 2008 WR42              | 17 de novembre de 2008 | Kitt Peak            | Spacewatch                  |
| 445141 | 2008 WO77              | 20 de novembre de 2008 | Kitt Peak            | Spacewatch                  |
| 445142 | 2008 WY89              | 22 de novembre de 2008 | Mount Lemmon         | Mt. Lemmon Survey           |
| 445143 | 2008 WX94              | 26 de novembre de 2008 | Vicques              | Ory, M.                     |
| 445144 | 2008 WL97              | 30 d'octubre de 2008   | Catalina             | CSS                         |
| 445145 | 2008 WG109             | 30 de novembre de 2008 | Kitt Peak            | Spacewatch                  |
| 445146 | 2008 WZ129             | 19 de novembre de 2008 | Mount Lemmon         | Mt. Lemmon Survey           |
| 445147 | 2008 WG130             | 10 d'octubre de 2004   | Kitt Peak            | Spacewatch                  |
| 445148 | 2008 WF133             | 19 de novembre de 2008 | Mount Lemmon         | Mt. Lemmon Survey           |
| 445149 | 2008 WT135             | 19 de novembre de 2008 | Kitt Peak            | Spacewatch                  |
| 445150 | 2008 WM139             | 30 de novembre de 2008 | Socorro              | LINEAR                      |
| 445151 | 2008 XA3               | 1 de desembre de 2008  | Dauban               | Kugel, F.                   |
| 445152 | 2008 XQ48              | 4 de desembre de 2008  | Mount Lemmon         | Mt. Lemmon Survey           |
| 445153 | 2008 XY54              | 5 de desembre de 2008  | Kitt Peak            | Spacewatch                  |
| 445154 | 2008 YW                | 17 de desembre de 2008 | Nazaret              | Muler, G., Ruiz, J. M.      |
| 445155 | 2008 YS7               | 21 de desembre de 2008 | La Sagra             | OAM                         |
| 445156 | 2008 YH31              | 26 de desembre de 2008 | Weihai               | Shandong University         |
| 445157 | 2008 YW38              | 7 de gener de 2005     | Kitt Peak            | Spacewatch                  |
| 445158 | 2008 YT50              | 29 de desembre de 2008 | Mount Lemmon         | Mt. Lemmon Survey           |
| 445159 | 2008 YT74              | 30 de desembre de 2008 | Kitt Peak            | Spacewatch                  |
| 445160 | 2008 YP109             | 19 de novembre de 2008 | Mount Lemmon         | Mt. Lemmon Survey           |
| 445161 | 2008 YU122             | 10 d'agost de 2007     | Kitt Peak            | Spacewatch                  |
| 445162 | 2008 YM137             | 22 de desembre de 2008 | Kitt Peak            | Spacewatch                  |
| 445163 | 2008 YY151             | 22 de desembre de 2008 | Mount Lemmon         | Mt. Lemmon Survey           |
| 445164 | 2008 YF152             | 22 de desembre de 2008 | Kitt Peak            | Spacewatch                  |
| 445165 | 2008 YD157             | 22 de desembre de 2008 | Kitt Peak            | Spacewatch                  |
| 445166 | 2008 YO157             | 21 de desembre de 2008 | Mount Lemmon         | Mt. Lemmon Survey           |
| 445167 | 2008 YQ171             | 31 de desembre de 2008 | Socorro              | LINEAR                      |
| 445168 | 2009 AY17              | 2 de gener de 2009     | Kitt Peak            | Spacewatch                  |
| 445169 | 2009 AQ28              | 8 de gener de 2009     | Kitt Peak            | Spacewatch                  |
| 445170 | 2009 BJ24              | 9 d'octubre de 2007    | Kitt Peak            | Spacewatch                  |
| 445171 | 2009 BH27              | 16 de gener de 2009    | Kitt Peak            | Spacewatch                  |
| 445172 | 2009 BM41              | 16 de gener de 2009    | Kitt Peak            | Spacewatch                  |
| 445173 | 2009 BC46              | 16 de gener de 2009    | Kitt Peak            | Spacewatch                  |
| 445174 | 2009 BD50              | 1 de gener de 2009     | Mount Lemmon         | Mt. Lemmon Survey           |
| 445175 | 2009 BG65              | 20 de gener de 2009    | Kitt Peak            | Spacewatch                  |
| 445176 | 2009 BR70              | 21 de novembre de 2008 | Mount Lemmon         | Mt. Lemmon Survey           |
| 445177 | 2009 BO76              | 31 de desembre de 2008 | Mount Lemmon         | Mt. Lemmon Survey           |
| 445178 | 2009 BU83              | 31 de gener de 2009    | Kitt Peak            | Spacewatch                  |
| 445179 | 2009 BF88              | 16 de gener de 2005    | Kitt Peak            | Spacewatch                  |
| 445180 | 2009 BL97              | 25 de gener de 2009    | Kitt Peak            | Spacewatch                  |
| 445181 | 2009 BC106             | 25 de gener de 2009    | Kitt Peak            | Spacewatch                  |
| 445182 | 2009 BY112             | 31 de gener de 2009    | Mount Lemmon         | Mt. Lemmon Survey           |
| 445183 | 2009 BY141             | 16 de gener de 2009    | Kitt Peak            | Spacewatch                  |
| 445184 | 2009 BL152             | 16 de gener de 2009    | Kitt Peak            | Spacewatch                  |
| 445185 | 2009 BE156             | 31 de gener de 2009    | Kitt Peak            | Spacewatch                  |
| 445186 | 2009 BK158             | 30 de desembre de 2008 | Mount Lemmon         | Mt. Lemmon Survey           |
| 445187 | 2009 BM176             | 31 de gener de 2009    | Kitt Peak            | Spacewatch                  |
| 445188 | 2009 BB180             | 15 de gener de 2009    | Kitt Peak            | Spacewatch                  |
| 445189 | 2009 BL187             | 30 de gener de 2009    | Mount Lemmon         | Mt. Lemmon Survey           |
| 445190 | 2009 CW3               | 2 de febrer de 2009    | Moletai              | Cernis, K., Zdanavicius, J. |
| 445191 | 2009 CW15              | 3 de febrer de 2009    | Kitt Peak            | Spacewatch                  |
| 445192 | 2009 CW22              | 1 de febrer de 2009    | Kitt Peak            | Spacewatch                  |
| 445193 | 2009 CB38              | 14 de febrer de 2009   | Dauban               | Kugel, F.                   |
| 445194 | 2009 CY58              | 4 de febrer de 2009    | Mount Lemmon         | Mt. Lemmon Survey           |
| 445195 | 2009 CD63              | 14 de febrer de 2009   | Kitt Peak            | Spacewatch                  |
| 445196 | 2009 DN22              | 3 de febrer de 2009    | Kitt Peak            | Spacewatch                  |
| 445197 | 2009 DH43              | 25 de febrer de 2009   | Dauban               | Kugel, F.                   |
| 445198 | 2009 DB54              | 22 de febrer de 2009   | Kitt Peak            | Spacewatch                  |
| 445199 | 2009 DN54              | 22 de febrer de 2009   | Kitt Peak            | Spacewatch                  |
| 445200 | 2009 DX60              | 22 de febrer de 2009   | Kitt Peak            | Spacewatch                  |

## 445201–445300
| Nom    | Designació provisional | Data de descobriment   | Lloc de descobriment | Descobridor/s        |
| ------ | ---------------------- | ---------------------- | -------------------- | -------------------- |
| 445201 | 2009 DT67              | 1 de gener de 2009     | Kitt Peak            | Spacewatch           |
| 445202 | 2009 DG73              | 25 de febrer de 2009   | Calar Alto           | Hormuth, F.          |
| 445203 | 2009 DG78              | 21 de febrer de 2009   | Kitt Peak            | Spacewatch           |
| 445204 | 2009 DS80              | 22 de febrer de 2009   | Kitt Peak            | Spacewatch           |
| 445205 | 2009 DZ98              | 26 de febrer de 2009   | Kitt Peak            | Spacewatch           |
| 445206 | 2009 DH100             | 26 de febrer de 2009   | Kitt Peak            | Spacewatch           |
| 445207 | 2009 DZ104             | 26 de febrer de 2009   | Kitt Peak            | Spacewatch           |
| 445208 | 2009 DB105             | 26 de febrer de 2009   | Kitt Peak            | Spacewatch           |
| 445209 | 2009 DL110             | 20 de febrer de 2009   | Catalina             | CSS                  |
| 445210 | 2009 DR110             | 18 d'octubre de 2007   | Mount Lemmon         | Mt. Lemmon Survey    |
| 445211 | 2009 DC116             | 27 de febrer de 2009   | Kitt Peak            | Spacewatch           |
| 445212 | 2009 DA119             | 27 de febrer de 2009   | Kitt Peak            | Spacewatch           |
| 445213 | 2009 DP119             | 6 d'abril de 2005      | Mount Lemmon         | Mt. Lemmon Survey    |
| 445214 | 2009 DG126             | 19 de febrer de 2009   | Kitt Peak            | Spacewatch           |
| 445215 | 2009 EN16              | 15 de març de 2009     | Kitt Peak            | Spacewatch           |
| 445216 | 2009 EL17              | 15 de març de 2009     | Kitt Peak            | Spacewatch           |
| 445217 | 2009 FH6               | 16 de març de 2009     | Kitt Peak            | Spacewatch           |
| 445218 | 2009 FS8               | 24 de febrer de 2009   | Kitt Peak            | Spacewatch           |
| 445219 | 2009 FQ9               | 28 d'agost de 2006     | Kitt Peak            | Spacewatch           |
| 445220 | 2009 FO34              | 31 de desembre de 2008 | Kitt Peak            | Spacewatch           |
| 445221 | 2009 FL36              | 28 de febrer de 2009   | Kitt Peak            | Spacewatch           |
| 445222 | 2009 FC52              | 28 de març de 2009     | Mount Lemmon         | Mt. Lemmon Survey    |
| 445223 | 2009 FX58              | 27 de febrer de 2009   | Kitt Peak            | Spacewatch           |
| 445224 | 2009 FG63              | 25 de setembre de 1998 | Kitt Peak            | Spacewatch           |
| 445225 | 2009 FU64              | 16 de març de 2009     | Kitt Peak            | Spacewatch           |
| 445226 | 2009 FB73              | 21 de març de 2009     | Kitt Peak            | Spacewatch           |
| 445227 | 2009 HM6               | 17 d'abril de 2009     | Kitt Peak            | Spacewatch           |
| 445228 | 2009 HQ25              | 18 d'abril de 2009     | Kitt Peak            | Spacewatch           |
| 445229 | 2009 HD38              | 31 de desembre de 2008 | Kitt Peak            | Spacewatch           |
| 445230 | 2009 HK52              | 17 d'abril de 2009     | Catalina             | CSS                  |
| 445231 | 2009 HK82              | 8 d'octubre de 2007    | Catalina             | CSS                  |
| 445232 | 2009 HQ82              | 19 de març de 2009     | Mount Lemmon         | Mt. Lemmon Survey    |
| 445233 | 2009 HL91              | 27 d'abril de 2009     | Catalina             | CSS                  |
| 445234 | 2009 HZ103             | 20 d'abril de 2009     | Kitt Peak            | Spacewatch           |
| 445235 | 2009 JZ2               | 19 de març de 2009     | Kitt Peak            | Spacewatch           |
| 445236 | 2009 JH14              | 1 de maig de 2009      | Cerro Burek          | Cerro Burek          |
| 445237 | 2009 KA                | 2 de maig de 2009      | Mount Lemmon         | Mt. Lemmon Survey    |
| 445238 | 2009 KN6               | 1 de maig de 2009      | Catalina             | CSS                  |
| 445239 | 2009 KS13              | 18 d'abril de 2009     | Kitt Peak            | Spacewatch           |
| 445240 | 2009 KW18              | 27 de maig de 2009     | Kitt Peak            | Spacewatch           |
| 445241 | 2009 KU37              | 16 de novembre de 2006 | Mount Lemmon         | Mt. Lemmon Survey    |
| 445242 | 2009 OY5               | 16 de juliol de 2009   | La Sagra             | OAM                  |
| 445243 | 2009 OZ13              | 27 de juliol de 2009   | Kitt Peak            | Spacewatch           |
| 445244 | 2009 OX22              | 19 de juliol de 2009   | Siding Spring        | Siding Spring Survey |
| 445245 | 2009 OM23              | 27 de juliol de 2009   | Catalina             | CSS                  |
| 445246 | 2009 PF2               | 28 de juliol de 2009   | Catalina             | CSS                  |
| 445247 | 2009 QD                | 27 de juliol de 2009   | Kitt Peak            | Spacewatch           |
| 445248 | 2009 QF13              | 16 d'agost de 2009     | Kitt Peak            | Spacewatch           |
| 445249 | 2009 QX18              | 21 de juny de 2009     | Mount Lemmon         | Mt. Lemmon Survey    |
| 445250 | 2009 QR46              | 27 d'agost de 2009     | La Sagra             | OAM                  |
| 445251 | 2009 QU53              | 17 d'agost de 2009     | Kitt Peak            | Spacewatch           |
| 445252 | 2009 QU59              | 17 d'agost de 2009     | Catalina             | CSS                  |
| 445253 | 2009 QA60              | 22 d'agost de 2009     | Socorro              | LINEAR               |
| 445254 | 2009 QU61              | 27 d'agost de 2009     | Catalina             | CSS                  |
| 445255 | 2009 QB63              | 28 d'agost de 2009     | Kitt Peak            | Spacewatch           |
| 445256 | 2009 QG64              | 20 d'agost de 2009     | Catalina             | CSS                  |
| 445257 | 2009 RY26              | 17 d'agost de 2009     | Catalina             | CSS                  |
| 445258 | 2009 RD29              | 30 de setembre de 2003 | Kitt Peak            | Spacewatch           |
| 445259 | 2009 RR50              | 15 de setembre de 2009 | Kitt Peak            | Spacewatch           |
| 445260 | 2009 RN55              | 15 de setembre de 2009 | Kitt Peak            | Spacewatch           |
| 445261 | 2009 RL63              | 14 de setembre de 2009 | Kitt Peak            | Spacewatch           |
| 445262 | 2009 RP63              | 15 de setembre de 2009 | Mount Lemmon         | Mt. Lemmon Survey    |
| 445263 | 2009 SX69              | 17 de setembre de 2009 | Mount Lemmon         | Mt. Lemmon Survey    |
| 445264 | 2009 SU92              | 21 de setembre de 2009 | Mount Lemmon         | Mt. Lemmon Survey    |
| 445265 | 2009 SZ97              | 26 de març de 2006     | Kitt Peak            | Spacewatch           |
| 445266 | 2009 SY161             | 24 de juny de 2008     | Kitt Peak            | Spacewatch           |
| 445267 | 2009 SD229             | 29 de setembre de 2009 | Mount Lemmon         | Mt. Lemmon Survey    |
| 445268 | 2009 SX291             | 16 d'agost de 2009     | Kitt Peak            | Spacewatch           |
| 445269 | 2009 SU325             | 15 de novembre de 2003 | Kitt Peak            | Spacewatch           |
| 445270 | 2009 SC329             | 16 de setembre de 2009 | Mount Lemmon         | Mt. Lemmon Survey    |
| 445271 | 2009 SJ337             | 27 de setembre de 2009 | Catalina             | CSS                  |
| 445272 | 2009 SS350             | 27 de setembre de 2009 | Mount Lemmon         | Mt. Lemmon Survey    |
| 445273 | 2009 SL359             | 22 de setembre de 2009 | Mount Lemmon         | Mt. Lemmon Survey    |
| 445274 | 2009 SV359             | 26 de setembre de 2009 | Socorro              | LINEAR               |
| 445275 | 2009 TH5               | 26 de setembre de 2009 | Kitt Peak            | Spacewatch           |
| 445276 | 2009 TH34              | 28 de setembre de 2009 | Mount Lemmon         | Mt. Lemmon Survey    |
| 445277 | 2009 TB43              | 1 d'octubre de 2009    | Mount Lemmon         | Mt. Lemmon Survey    |
| 445278 | 2009 VC45              | 26 d'octubre de 2009   | Kitt Peak            | Spacewatch           |
| 445279 | 2009 WZ49              | 19 de novembre de 2009 | Kitt Peak            | Spacewatch           |
| 445280 | 2009 WL77              | 18 de novembre de 2009 | Kitt Peak            | Spacewatch           |
| 445281 | 2009 WM88              | 16 d'octubre de 2009   | Mount Lemmon         | Mt. Lemmon Survey    |
| 445282 | 2009 WB89              | 19 de novembre de 2009 | Kitt Peak            | Spacewatch           |
| 445283 | 2009 WJ89              | 6 de febrer de 2007    | Mount Lemmon         | Mt. Lemmon Survey    |
| 445284 | 2009 WH138             | 23 de novembre de 2009 | Mount Lemmon         | Mt. Lemmon Survey    |
| 445285 | 2009 WL153             | 11 de novembre de 2009 | Kitt Peak            | Spacewatch           |
| 445286 | 2009 WT163             | 21 de novembre de 2009 | Kitt Peak            | Spacewatch           |
| 445287 | 2009 WC169             | 22 de novembre de 2009 | Kitt Peak            | Spacewatch           |
| 445288 | 2009 WO217             | 16 de novembre de 2009 | Mount Lemmon         | Mt. Lemmon Survey    |
| 445289 | 2009 XE19              | 15 de desembre de 2009 | Mount Lemmon         | Mt. Lemmon Survey    |
| 445290 | 2009 XH22              | 27 de desembre de 2006 | Mount Lemmon         | Mt. Lemmon Survey    |
| 445291 | 2010 AT24              | 6 de gener de 2010     | Kitt Peak            | Spacewatch           |
| 445292 | 2010 AF26              | 6 de gener de 2010     | Kitt Peak            | Spacewatch           |
| 445293 | 2010 AK27              | 6 de gener de 2010     | Kitt Peak            | Spacewatch           |
| 445294 | 2010 AU49              | 8 de gener de 2010     | Kitt Peak            | Spacewatch           |
| 445295 | 2010 AY76              | 21 de novembre de 2009 | Mount Lemmon         | Mt. Lemmon Survey    |
| 445296 | 2010 AN104             | 12 de gener de 2010    | WISE                 | WISE                 |
| 445297 | 2010 BJ87              | 26 de gener de 2010    | WISE                 | WISE                 |
| 445298 | 2010 CZ21              | 9 de febrer de 2010    | Kitt Peak            | Spacewatch           |
| 445299 | 2010 CZ23              | 17 de gener de 2010    | Kitt Peak            | Spacewatch           |
| 445300 | 2010 CS92              | 6 de desembre de 2005  | Kitt Peak            | Spacewatch           |
| 445301 | 2010 CZ114             | 14 de febrer de 2010   | Mount Lemmon         | Mt. Lemmon Survey    |

## 445301–445400
| Nom    | Designació provisional | Data de descobriment   | Lloc de descobriment | Descobridor/s        |
| ------ | ---------------------- | ---------------------- | -------------------- | -------------------- |
| 445302 | 2010 CM124             | 29 d'octubre de 2005   | Catalina             | CSS                  |
| 445303 | 2010 CR131             | 14 de febrer de 2010   | WISE                 | WISE                 |
| 445304 | 2010 CY163             | 10 de febrer de 2010   | Kitt Peak            | Spacewatch           |
| 445305 | 2010 DM56              | 18 de febrer de 2010   | WISE                 | WISE                 |
| 445306 | 2010 DN79              | 18 de febrer de 2010   | Mount Lemmon         | Mt. Lemmon Survey    |
| 445307 | 2010 EY8               | 4 de març de 2010      | WISE                 | WISE                 |
| 445308 | 2010 ET20              | 7 de març de 2010      | Plana                | Fratev, F.           |
| 445309 | 2010 EK42              | 12 de març de 2010     | LightBuckets         | Vorobjov, T.         |
| 445310 | 2010 EP87              | 13 de març de 2010     | Mount Lemmon         | Mt. Lemmon Survey    |
| 445311 | 2010 ES108             | 14 de març de 2010     | Kitt Peak            | Spacewatch           |
| 445312 | 2010 EC110             | 4 de març de 2010      | Kitt Peak            | Spacewatch           |
| 445313 | 2010 EF132             | 15 de març de 2010     | Kitt Peak            | Spacewatch           |
| 445314 | 2010 EU139             | 5 de març de 2010      | Kitt Peak            | Spacewatch           |
| 445315 | 2010 FC15              | 17 de març de 2010     | Kitt Peak            | Spacewatch           |
| 445316 | 2010 FC27              | 18 de febrer de 2010   | Kitt Peak            | Spacewatch           |
| 445317 | 2010 FQ48              | 22 de setembre de 2008 | Mount Lemmon         | Mt. Lemmon Survey    |
| 445318 | 2010 FF57              | 18 de març de 2010     | Kitt Peak            | Spacewatch           |
| 445319 | 2010 FN72              | 30 de març de 2010     | WISE                 | WISE                 |
| 445320 | 2010 FW96              | 10 de setembre de 2007 | Kitt Peak            | Spacewatch           |
| 445321 | 2010 GU23              | 9 d'abril de 2010      | Catalina             | CSS                  |
| 445322 | 2010 GX24              | 15 de març de 2010     | Catalina             | CSS                  |
| 445323 | 2010 GS28              | 7 d'abril de 2010      | Catalina             | CSS                  |
| 445324 | 2010 GC30              | 9 d'abril de 2010      | Mount Lemmon         | Mt. Lemmon Survey    |
| 445325 | 2010 GS33              | 18 de març de 2010     | Mount Lemmon         | Mt. Lemmon Survey    |
| 445326 | 2010 GK72              | 13 d'abril de 2010     | WISE                 | WISE                 |
| 445327 | 2010 GD98              | 10 d'abril de 2010     | Kitt Peak            | Spacewatch           |
| 445328 | 2010 GE119             | 20 d'octubre de 2008   | Kitt Peak            | Spacewatch           |
| 445329 | 2010 HL108             | 23 de gener de 2006    | Socorro              | LINEAR               |
| 445330 | 2010 JM15              | 7 d'abril de 2010      | Catalina             | CSS                  |
| 445331 | 2010 JT36              | 6 de maig de 2010      | Kitt Peak            | Spacewatch           |
| 445332 | 2010 JD43              | 2 de febrer de 2010    | WISE                 | WISE                 |
| 445333 | 2010 JL46              | 7 de maig de 2010      | Kitt Peak            | Spacewatch           |
| 445334 | 2010 JP75              | 4 de maig de 2010      | Kitt Peak            | Spacewatch           |
| 445335 | 2010 JR75              | 6 d'abril de 2010      | Kitt Peak            | Spacewatch           |
| 445336 | 2010 JP79              | 12 de maig de 2010     | Kitt Peak            | Spacewatch           |
| 445337 | 2010 JL162             | 20 d'octubre de 2008   | Kitt Peak            | Spacewatch           |
| 445338 | 2010 KU8               | 17 de maig de 2010     | Kitt Peak            | Spacewatch           |
| 445339 | 2010 KR101             | 28 de maig de 2010     | WISE                 | WISE                 |
| 445340 | 2010 LT48              | 8 de juny de 2010      | WISE                 | WISE                 |
| 445341 | 2010 LU63              | 28 de febrer de 2010   | WISE                 | WISE                 |
| 445342 | 2010 LM74              | 10 de juny de 2010     | WISE                 | WISE                 |
| 445343 | 2010 LB97              | 13 de juny de 2010     | WISE                 | WISE                 |
| 445344 | 2010 MQ23              | 18 de juny de 2010     | WISE                 | WISE                 |
| 445345 | 2010 MJ69              | 8 d'octubre de 2005    | Kitt Peak            | Spacewatch           |
| 445346 | 2010 MS71              | 25 de juny de 2010     | WISE                 | WISE                 |
| 445347 | 2010 MQ76              | 26 de juny de 2010     | WISE                 | WISE                 |
| 445348 | 2010 MY84              | 27 de juny de 2010     | WISE                 | WISE                 |
| 445349 | 2010 MU107             | 30 de juny de 2010     | WISE                 | WISE                 |
| 445350 | 2010 MY110             | 30 de juny de 2010     | WISE                 | WISE                 |
| 445351 | 2010 NP12              | 17 de febrer de 2007   | Kitt Peak            | Spacewatch           |
| 445352 | 2010 NS23              | 7 de juliol de 2010    | WISE                 | WISE                 |
| 445353 | 2010 NM71              | 27 de gener de 2007    | Mount Lemmon         | Mt. Lemmon Survey    |
| 445354 | 2010 NX80              | 28 d'octubre de 2005   | Mount Lemmon         | Mt. Lemmon Survey    |
| 445355 | 2010 NO88              | 2 de juliol de 2010    | WISE                 | WISE                 |
| 445356 | 2010 NA98              | 12 de juliol de 2010   | WISE                 | WISE                 |
| 445357 | 2010 NA104             | 12 de juliol de 2010   | WISE                 | WISE                 |
| 445358 | 2010 NG113             | 13 de juliol de 2010   | WISE                 | WISE                 |
| 445359 | 2010 NU117             | 6 de juliol de 2010    | Mount Lemmon         | Mt. Lemmon Survey    |
| 445360 | 2010 OB21              | 18 de juliol de 2010   | WISE                 | WISE                 |
| 445361 | 2010 OS33              | 30 de setembre de 2005 | Mount Lemmon         | Mt. Lemmon Survey    |
| 445362 | 2010 OV33              | 20 de juliol de 2010   | WISE                 | WISE                 |
| 445363 | 2010 OU40              | 28 d'octubre de 2005   | Kitt Peak            | Spacewatch           |
| 445364 | 2010 OK59              | 24 de juliol de 2010   | WISE                 | WISE                 |
| 445365 | 2010 ON90              | 10 de setembre de 2004 | Socorro              | LINEAR               |
| 445366 | 2010 OE98              | 28 de juliol de 2010   | WISE                 | WISE                 |
| 445367 | 2010 OF112             | 30 de juliol de 2010   | WISE                 | WISE                 |
| 445368 | 2010 OU120             | 31 de juliol de 2010   | WISE                 | WISE                 |
| 445369 | 2010 OP126             | 19 de juliol de 2010   | Siding Spring        | Siding Spring Survey |
| 445370 | 2010 PS10              | 7 d'agost de 2010      | Črni Vrh             | Crni Vrh             |
| 445371 | 2010 PU26              | 7 d'agost de 2010      | La Sagra             | OAM                  |
| 445372 | 2010 PO27              | 4 d'agost de 2010      | WISE                 | WISE                 |
| 445373 | 2010 PK30              | 3 de novembre de 2005  | Mount Lemmon         | Mt. Lemmon Survey    |
| 445374 | 2010 PZ36              | 6 d'agost de 2010      | WISE                 | WISE                 |
| 445375 | 2010 PG48              | 7 d'agost de 2010      | WISE                 | WISE                 |
| 445376 | 2010 PC55              | 8 d'agost de 2010      | WISE                 | WISE                 |
| 445377 | 2010 PU71              | 8 d'octubre de 2004    | Socorro              | LINEAR               |
| 445378 | 2010 RQ26              | 2 de setembre de 2010  | Mount Lemmon         | Mt. Lemmon Survey    |
| 445379 | 2010 RH61              | 6 de setembre de 2010  | Kitt Peak            | Spacewatch           |
| 445380 | 2010 RM65              | 12 d'agost de 2010     | Kitt Peak            | Spacewatch           |
| 445381 | 2010 RQ70              | 9 de setembre de 2010  | Kitt Peak            | Spacewatch           |
| 445382 | 2010 RV74              | 1 d'octubre de 2005    | Catalina             | CSS                  |
| 445383 | 2010 RD101             | 25 d'octubre de 2005   | Kitt Peak            | Spacewatch           |
| 445384 | 2010 RG105             | 10 de setembre de 2010 | Kitt Peak            | Spacewatch           |
| 445385 | 2010 RO113             | 6 d'octubre de 2005    | Mount Lemmon         | Mt. Lemmon Survey    |
| 445386 | 2010 RG117             | 4 de setembre de 1999  | Kitt Peak            | Spacewatch           |
| 445387 | 2010 RH119             | 14 d'octubre de 2001   | Socorro              | LINEAR               |
| 445388 | 2010 RF143             | 7 d'octubre de 2005    | Mount Lemmon         | Mt. Lemmon Survey    |
| 445389 | 2010 RE153             | 13 de febrer de 2007   | Mount Lemmon         | Mt. Lemmon Survey    |
| 445390 | 2010 RM176             | 10 de setembre de 2010 | Kitt Peak            | Spacewatch           |
| 445391 | 2010 RF184             | 23 d'octubre de 2005   | Kitt Peak            | Spacewatch           |
| 445392 | 2010 SU2               | 27 de juliol de 2010   | WISE                 | WISE                 |
| 445393 | 2010 SZ5               | 17 de gener de 2007    | Kitt Peak            | Spacewatch           |
| 445394 | 2010 SG11              | 2 de setembre de 2010  | Mount Lemmon         | Mt. Lemmon Survey    |
| 445395 | 2010 SV18              | 5 d'octubre de 2005    | Kitt Peak            | Spacewatch           |
| 445396 | 2010 SS26              | 29 de setembre de 2010 | Kitt Peak            | Spacewatch           |
| 445397 | 2010 TN10              | 24 d'octubre de 2005   | Kitt Peak            | Spacewatch           |
| 445398 | 2010 TZ12              | 30 de setembre de 2005 | Mount Lemmon         | Mt. Lemmon Survey    |
| 445399 | 2010 TE13              | 10 de setembre de 2010 | Kitt Peak            | Spacewatch           |
| 445400 | 2010 TQ22              | 12 d'octubre de 2005   | Kitt Peak            | Spacewatch           |

## 445401–445500
| Nom    | Designació provisional | Data de descobriment   | Lloc de descobriment | Descobridor/s                                    |
| ------ | ---------------------- | ---------------------- | -------------------- | ------------------------------------------------ |
| 445401 | 2010 TB23              | 30 d'octubre de 2005   | Kitt Peak            | Spacewatch                                       |
| 445402 | 2010 TE23              | 25 d'octubre de 2005   | Mount Lemmon         | Mt. Lemmon Survey                                |
| 445403 | 2010 TB31              | 29 de setembre de 2005 | Kitt Peak            | Spacewatch                                       |
| 445404 | 2010 TC34              | 2 d'octubre de 2010    | Kitt Peak            | Spacewatch                                       |
| 445405 | 2010 TX37              | 21 de novembre de 2005 | Catalina             | CSS                                              |
| 445406 | 2010 TZ44              | 3 d'octubre de 2010    | Kitt Peak            | Spacewatch                                       |
| 445407 | 2010 TO60              | 30 de setembre de 2010 | Catalina             | CSS                                              |
| 445408 | 2010 TO70              | 3 de març de 1997      | Kitt Peak            | Spacewatch                                       |
| 445409 | 2010 TJ79              | 29 d'octubre de 2005   | Mount Lemmon         | Mt. Lemmon Survey                                |
| 445410 | 2010 TW81              | 7 de desembre de 2005  | Kitt Peak            | Spacewatch                                       |
| 445411 | 2010 TV87              | 13 d'octubre de 2005   | Kitt Peak            | Spacewatch                                       |
| 445412 | 2010 TE91              | 8 d'octubre de 2005    | Kitt Peak            | Spacewatch                                       |
| 445413 | 2010 TQ100             | 1 de març de 2008      | Kitt Peak            | Spacewatch                                       |
| 445414 | 2010 TD106             | 10 de setembre de 2010 | Kitt Peak            | Spacewatch                                       |
| 445415 | 2010 TV112             | 27 de març de 2008     | Mount Lemmon         | Mt. Lemmon Survey                                |
| 445416 | 2010 TT115             | 16 de març de 2007     | Kitt Peak            | Spacewatch                                       |
| 445417 | 2010 TY142             | 11 d'octubre de 2010   | Mount Lemmon         | Mt. Lemmon Survey                                |
| 445418 | 2010 TL144             | 11 d'octubre de 2010   | Mount Lemmon         | Mt. Lemmon Survey                                |
| 445419 | 2010 TZ147             | 13 de novembre de 2006 | Kitt Peak            | Spacewatch                                       |
| 445420 | 2010 TT166             | 11 de novembre de 2005 | Kitt Peak            | Spacewatch                                       |
| 445421 | 2010 TG168             | 25 de desembre de 2005 | Mount Lemmon         | Mt. Lemmon Survey                                |
| 445422 | 2010 TJ178             | 22 d'octubre de 2005   | Kitt Peak            | Spacewatch                                       |
| 445423 | 2010 TU184             | 3 d'abril de 2008      | Mount Lemmon         | Mt. Lemmon Survey                                |
| 445424 | 2010 TL187             | 30 d'octubre de 2005   | Mount Lemmon         | Mt. Lemmon Survey                                |
| 445425 | 2010 UL1               | 17 d'octubre de 2010   | Mount Lemmon         | Mt. Lemmon Survey                                |
| 445426 | 2010 UJ10              | 31 de juliol de 2010   | WISE                 | WISE                                             |
| 445427 | 2010 UU16              | 14 d'octubre de 2010   | Mount Lemmon         | Mt. Lemmon Survey                                |
| 445428 | 2010 UV21              | 28 d'octubre de 2010   | Catalina             | CSS                                              |
| 445429 | 2010 UL25              | 28 d'octubre de 2010   | Kitt Peak            | Spacewatch                                       |
| 445430 | 2010 UH32              | 12 d'octubre de 2010   | Mount Lemmon         | Mt. Lemmon Survey                                |
| 445431 | 2010 UX34              | 2 de desembre de 2005  | Kitt Peak            | Spacewatch                                       |
| 445432 | 2010 UB42              | 25 d'octubre de 2005   | Kitt Peak            | Spacewatch                                       |
| 445433 | 2010 UK44              | 12 d'octubre de 2010   | Mount Lemmon         | Mt. Lemmon Survey                                |
| 445434 | 2010 UL51              | 27 de gener de 2007    | Mount Lemmon         | Mt. Lemmon Survey                                |
| 445435 | 2010 UY52              | 11 d'octubre de 2010   | Mount Lemmon         | Mt. Lemmon Survey                                |
| 445436 | 2010 UM53              | 5 de març de 2008      | Mount Lemmon         | Mt. Lemmon Survey                                |
| 445437 | 2010 UU62              | 24 de desembre de 2005 | Socorro              | LINEAR                                           |
| 445438 | 2010 UY63              | 19 d'octubre de 2010   | Mount Lemmon         | Mt. Lemmon Survey                                |
| 445439 | 2010 UM65              | 26 de juliol de 2010   | WISE                 | WISE                                             |
| 445440 | 2010 US65              | 28 d'octubre de 2005   | Mount Lemmon         | Mt. Lemmon Survey                                |
| 445441 | 2010 UY67              | 10 d'octubre de 2010   | Kitt Peak            | Spacewatch                                       |
| 445442 | 2010 UP69              | 17 d'agost de 2009     | Kitt Peak            | Spacewatch                                       |
| 445443 | 2010 UH72              | 31 de març de 2008     | Kitt Peak            | Spacewatch                                       |
| 445444 | 2010 UP73              | 29 d'octubre de 2010   | Mount Lemmon         | Mt. Lemmon Survey                                |
| 445445 | 2010 UK77              | 13 d'octubre de 2010   | Mount Lemmon         | Mt. Lemmon Survey                                |
| 445446 | 2010 UM78              | 25 de febrer de 2007   | Kitt Peak            | Spacewatch                                       |
| 445447 | 2010 UY79              | 11 de setembre de 2010 | Mount Lemmon         | Mt. Lemmon Survey                                |
| 445448 | 2010 UA81              | 29 de març de 2008     | Kitt Peak            | Spacewatch                                       |
| 445449 | 2010 UZ87              | 14 de març de 2007     | Kitt Peak            | Spacewatch                                       |
| 445450 | 2010 UE88              | 30 d'octubre de 2010   | Kitt Peak            | Spacewatch                                       |
| 445451 | 2010 UJ101             | 5 de novembre de 2005  | Kitt Peak            | Spacewatch                                       |
| 445452 | 2010 UL107             | 4 de novembre de 2005  | Kitt Peak            | Spacewatch                                       |
| 445453 | 2010 VT5               | 27 de juliol de 2010   | WISE                 | WISE                                             |
| 445454 | 2010 VH10              | 12 d'octubre de 1999   | Socorro              | LINEAR                                           |
| 445455 | 2010 VB14              | 1 de novembre de 2005  | Mount Lemmon         | Mt. Lemmon Survey                                |
| 445456 | 2010 VF15              | 8 d'agost de 2010      | WISE                 | WISE                                             |
| 445457 | 2010 VA16              | 12 d'octubre de 2010   | Mount Lemmon         | Mt. Lemmon Survey                                |
| 445458 | 2010 VU19              | 11 de setembre de 2004 | Socorro              | LINEAR                                           |
| 445459 | 2010 VM20              | 11 de setembre de 2010 | Mount Lemmon         | Mt. Lemmon Survey                                |
| 445460 | 2010 VF37              | 5 de gener de 2006     | Catalina             | CSS                                              |
| 445461 | 2010 VJ40              | 7 de setembre de 2004  | Kitt Peak            | Spacewatch                                       |
| 445462 | 2010 VU48              | 8 de gener de 2006     | Kitt Peak            | Spacewatch                                       |
| 445463 | 2010 VD61              | 10 de novembre de 2005 | Mount Lemmon         | Mt. Lemmon Survey                                |
| 445464 | 2010 VE64              | 28 de novembre de 1999 | Kitt Peak            | Spacewatch                                       |
| 445465 | 2010 VW69              | 5 de novembre de 2010  | Kitt Peak            | Spacewatch                                       |
| 445466 | 2010 VQ73              | 24 d'octubre de 2005   | Kitt Peak            | Spacewatch                                       |
| 445467 | 2010 VK77              | 11 d'octubre de 2010   | Catalina             | CSS                                              |
| 445468 | 2010 VZ77              | 11 de setembre de 2010 | Mount Lemmon         | Mt. Lemmon Survey                                |
| 445469 | 2010 VG82              | 3 de novembre de 2010  | Mount Lemmon         | Mt. Lemmon Survey                                |
| 445470 | 2010 VG84              | 15 d'octubre de 2004   | Kitt Peak            | Spacewatch                                       |
| 445471 | 2010 VO85              | 17 d'octubre de 2010   | Mount Lemmon         | Mt. Lemmon Survey                                |
| 445472 | 2010 VA89              | 18 de setembre de 2010 | Mount Lemmon         | Mt. Lemmon Survey                                |
| 445473 | 2010 VZ98              | 11 de novembre de 2010 | La Silla             | Rabinowitz, D. L., Schwamb, M., Tourtellotte, S. |
| 445474 | 2010 VF101             | 17 de setembre de 2004 | Kitt Peak            | Spacewatch                                       |
| 445475 | 2010 VX107             | 29 d'abril de 2008     | Mount Lemmon         | Mt. Lemmon Survey                                |
| 445476 | 2010 VN113             | 30 de desembre de 2000 | Kitt Peak            | Spacewatch                                       |
| 445477 | 2010 VZ115             | 11 de setembre de 2010 | Mount Lemmon         | Mt. Lemmon Survey                                |
| 445478 | 2010 VF129             | 30 de novembre de 2005 | Kitt Peak            | Spacewatch                                       |
| 445479 | 2010 VR135             | 4 de desembre de 2005  | Kitt Peak            | Spacewatch                                       |
| 445480 | 2010 VM138             | 30 de novembre de 2005 | Kitt Peak            | Spacewatch                                       |
| 445481 | 2010 VH149             | 5 d'octubre de 2004    | Kitt Peak            | Spacewatch                                       |
| 445482 | 2010 VN152             | 6 de novembre de 2010  | Mount Lemmon         | Mt. Lemmon Survey                                |
| 445483 | 2010 VS152             | 4 d'octubre de 2004    | Kitt Peak            | Spacewatch                                       |
| 445484 | 2010 VG153             | 22 d'octubre de 2005   | Kitt Peak            | Spacewatch                                       |
| 445485 | 2010 VU157             | 29 d'octubre de 2010   | Mount Lemmon         | Mt. Lemmon Survey                                |
| 445486 | 2010 VQ162             | 2 de novembre de 1999  | Kitt Peak            | Spacewatch                                       |
| 445487 | 2010 VM173             | 2 de novembre de 2010  | Kitt Peak            | Spacewatch                                       |
| 445488 | 2010 VE175             | 4 d'octubre de 2004    | Kitt Peak            | Spacewatch                                       |
| 445489 | 2010 VY175             | 30 d'octubre de 2010   | Mount Lemmon         | Mt. Lemmon Survey                                |
| 445490 | 2010 VJ177             | 4 de novembre de 1999  | Kitt Peak            | Spacewatch                                       |
| 445491 | 2010 VH182             | 29 de novembre de 2005 | Kitt Peak            | Spacewatch                                       |
| 445492 | 2010 VZ184             | 7 d'octubre de 2004    | Kitt Peak            | Spacewatch                                       |
| 445493 | 2010 VW187             | 29 de novembre de 2005 | Kitt Peak            | Spacewatch                                       |
| 445494 | 2010 VR189             | 6 de novembre de 2010  | Kitt Peak            | Spacewatch                                       |
| 445495 | 2010 VZ191             | 7 de novembre de 2010  | Kitt Peak            | Spacewatch                                       |
| 445496 | 2010 VG199             | 4 de desembre de 1999  | Kitt Peak            | Spacewatch                                       |
| 445497 | 2010 VG202             | 7 de gener de 2000     | Socorro              | LINEAR                                           |
| 445498 | 2010 VR204             | 24 d'octubre de 2005   | Kitt Peak            | Spacewatch                                       |
| 445499 | 2010 VL205             | 11 d'octubre de 2010   | Mount Lemmon         | Mt. Lemmon Survey                                |
| 445500 | 2010 VH207             | 19 d'octubre de 2010   | Mount Lemmon         | Mt. Lemmon Survey                                |

## 445501–445600
| Nom    | Designació provisional | Data de descobriment   | Lloc de descobriment | Descobridor/s        |
| ------ | ---------------------- | ---------------------- | -------------------- | -------------------- |
| 445501 | 2010 VJ207             | 21 de febrer de 2007   | Mount Lemmon         | Mt. Lemmon Survey    |
| 445502 | 2010 VA209             | 13 d'octubre de 2010   | Mount Lemmon         | Mt. Lemmon Survey    |
| 445503 | 2010 VW210             | 13 d'octubre de 2010   | Mount Lemmon         | Mt. Lemmon Survey    |
| 445504 | 2010 VP211             | 12 de març de 2007     | Kitt Peak            | Spacewatch           |
| 445505 | 2010 VH212             | 1 d'agost de 2009      | Kitt Peak            | Spacewatch           |
| 445506 | 2010 WY3               | 30 de desembre de 2005 | Kitt Peak            | Spacewatch           |
| 445507 | 2010 WP6               | 10 de novembre de 2010 | Mount Lemmon         | Mt. Lemmon Survey    |
| 445508 | 2010 WH8               | 10 de novembre de 2010 | Mount Lemmon         | Mt. Lemmon Survey    |
| 445509 | 2010 WC11              | 15 de novembre de 2010 | Mount Lemmon         | Mt. Lemmon Survey    |
| 445510 | 2010 WU13              | 25 d'octubre de 2005   | Mount Lemmon         | Mt. Lemmon Survey    |
| 445511 | 2010 WH15              | 1 de novembre de 2010  | Kitt Peak            | Spacewatch           |
| 445512 | 2010 WS22              | 2 de febrer de 2006    | Kitt Peak            | Spacewatch           |
| 445513 | 2010 WL30              | 4 de setembre de 2010  | Kitt Peak            | Spacewatch           |
| 445514 | 2010 WV42              | 14 d'octubre de 1999   | Socorro              | LINEAR               |
| 445515 | 2010 WN53              | 3 de desembre de 1999  | Kitt Peak            | Spacewatch           |
| 445516 | 2010 WW53              | 28 de setembre de 1994 | Kitt Peak            | Spacewatch           |
| 445517 | 2010 WG56              | 20 de juny de 1998     | Kitt Peak            | Spacewatch           |
| 445518 | 2010 WU71              | 28 de desembre de 2005 | Kitt Peak            | Spacewatch           |
| 445519 | 2010 XE13              | 30 de juliol de 2009   | Catalina             | CSS                  |
| 445520 | 2010 XO17              | 2 de desembre de 2010  | Kitt Peak            | Spacewatch           |
| 445521 | 2010 XL52              | 5 de gener de 2003     | Socorro              | LINEAR               |
| 445522 | 2010 XF58              | 29 d'octubre de 2010   | Mount Lemmon         | Mt. Lemmon Survey    |
| 445523 | 2010 XJ64              | 25 de novembre de 2005 | Kitt Peak            | Spacewatch           |
| 445524 | 2010 XM68              | 7 de desembre de 1999  | Socorro              | LINEAR               |
| 445525 | 2010 XK88              | 15 de desembre de 2004 | Socorro              | LINEAR               |
| 445526 | 2011 AL                | 10 de desembre de 2010 | Mount Lemmon         | Mt. Lemmon Survey    |
| 445527 | 2011 AL13              | 5 de novembre de 2010  | Mount Lemmon         | Mt. Lemmon Survey    |
| 445528 | 2011 AE29              | 29 de desembre de 2010 | Catalina             | CSS                  |
| 445529 | 2011 AY30              | 5 de desembre de 2010  | Mount Lemmon         | Mt. Lemmon Survey    |
| 445530 | 2011 AS55              | 3 de desembre de 2010  | Mount Lemmon         | Mt. Lemmon Survey    |
| 445531 | 2011 BH11              | 6 de setembre de 2004  | Socorro              | LINEAR               |
| 445532 | 2011 BR120             | 17 d'agost de 2009     | Catalina             | CSS                  |
| 445533 | 2011 BE161             | 11 de setembre de 2004 | Kitt Peak            | Spacewatch           |
| 445534 | 2011 CZ86              | 4 de setembre de 2008  | Kitt Peak            | Spacewatch           |
| 445535 | 2011 EL24              | 10 de febrer de 2008   | Mount Lemmon         | Mt. Lemmon Survey    |
| 445536 | 2011 EP24              | 25 de febrer de 2011   | Kitt Peak            | Spacewatch           |
| 445537 | 2011 EQ66              | 22 de febrer de 2011   | Kitt Peak            | Spacewatch           |
| 445538 | 2011 FL23              | 7 d'agost de 2008      | Kitt Peak            | Spacewatch           |
| 445539 | 2011 FK25              | 17 de març de 2004     | Kitt Peak            | Spacewatch           |
| 445540 | 2011 FR47              | 2 de juliol de 2008    | Kitt Peak            | Spacewatch           |
| 445541 | 2011 FW86              | 13 de desembre de 2006 | Kitt Peak            | Spacewatch           |
| 445542 | 2011 FZ129             | 25 de febrer de 2011   | Mount Lemmon         | Mt. Lemmon Survey    |
| 445543 | 2011 FU154             | 12 d'abril de 2004     | Desert Eagle         | Yeung, W. K. Y.      |
| 445544 | 2011 GT                | 28 d'agost de 2005     | Kitt Peak            | Spacewatch           |
| 445545 | 2011 GX1               | 1 d'abril de 2011      | Mount Lemmon         | Mt. Lemmon Survey    |
| 445546 | 2011 GV48              | 13 de març de 2011     | Mount Lemmon         | Mt. Lemmon Survey    |
| 445547 | 2011 HT13              | 29 de setembre de 2005 | Kitt Peak            | Spacewatch           |
| 445548 | 2011 HW18              | 29 de març de 2011     | Kitt Peak            | Spacewatch           |
| 445549 | 2011 HU84              | 30 d'abril de 2011     | Mount Lemmon         | Mt. Lemmon Survey    |
| 445550 | 2011 HD89              | 9 de juliol de 2005    | Kitt Peak            | Spacewatch           |
| 445551 | 2011 JE9               | 8 de febrer de 2007    | Kitt Peak            | Spacewatch           |
| 445552 | 2011 JX30              | 19 de març de 2004     | Socorro              | LINEAR               |
| 445553 | 2011 KV8               | 9 de març de 2007      | Kitt Peak            | Spacewatch           |
| 445554 | 2011 KZ10              | 21 de maig de 2004     | Kitt Peak            | Spacewatch           |
| 445555 | 2011 KP33              | 26 de maig de 2011     | Mount Lemmon         | Mt. Lemmon Survey    |
| 445556 | 2011 KN48              | 26 d'octubre de 2005   | Kitt Peak            | Spacewatch           |
| 445557 | 2011 LN16              | 23 de setembre de 2008 | Kitt Peak            | Spacewatch           |
| 445558 | 2011 OD4               | 23 de juny de 2011     | Kitt Peak            | Spacewatch           |
| 445559 | 2011 OD8               | 24 de gener de 2006    | Mount Lemmon         | Mt. Lemmon Survey    |
| 445560 | 2011 OS14              | 11 de juny de 2011     | Mount Lemmon         | Mt. Lemmon Survey    |
| 445561 | 2011 OE18              | 12 de maig de 2007     | Kitt Peak            | Spacewatch           |
| 445562 | 2011 OU23              | 14 de març de 2007     | Mount Lemmon         | Mt. Lemmon Survey    |
| 445563 | 2011 OA32              | 8 d'octubre de 2004    | Kitt Peak            | Spacewatch           |
| 445564 | 2011 OC49              | 3 de juliol de 2011    | Mount Lemmon         | Mt. Lemmon Survey    |
| 445565 | 2011 QH7               | 2 de desembre de 2004  | Kitt Peak            | Spacewatch           |
| 445566 | 2011 QM24              | 12 de setembre de 2007 | Kitt Peak            | Spacewatch           |
| 445567 | 2011 QC26              | 24 d'agost de 2000     | Socorro              | LINEAR               |
| 445568 | 2011 QP27              | 22 de desembre de 2008 | Mount Lemmon         | Mt. Lemmon Survey    |
| 445569 | 2011 QJ28              | 26 de gener de 2009    | Mount Lemmon         | Mt. Lemmon Survey    |
| 445570 | 2011 QA33              | 30 de desembre de 2008 | Kitt Peak            | Spacewatch           |
| 445571 | 2011 QC36              | 23 d'agost de 2007     | Kitt Peak            | Spacewatch           |
| 445572 | 2011 QJ38              | 25 de maig de 2003     | Kitt Peak            | Spacewatch           |
| 445573 | 2011 QG42              | 1 d'agost de 2011      | Siding Spring        | Siding Spring Survey |
| 445574 | 2011 QL55              | 14 d'octubre de 2007   | Mount Lemmon         | Mt. Lemmon Survey    |
| 445575 | 2011 QY57              | 21 de setembre de 2007 | Kitt Peak            | Spacewatch           |
| 445576 | 2011 QL59              | 22 de setembre de 2003 | Kitt Peak            | Spacewatch           |
| 445577 | 2011 QJ62              | 8 d'octubre de 2007    | Catalina             | CSS                  |
| 445578 | 2011 QD64              | 29 de gener de 2009    | Kitt Peak            | Spacewatch           |
| 445579 | 2011 QQ66              | 16 de juny de 2007     | Kitt Peak            | Spacewatch           |
| 445580 | 2011 QD69              | 30 de desembre de 2008 | Kitt Peak            | Spacewatch           |
| 445581 | 2011 QL74              | 5 de setembre de 1996  | Kitt Peak            | Spacewatch           |
| 445582 | 2011 QG80              | 11 d'octubre de 2007   | Catalina             | CSS                  |
| 445583 | 2011 QC84              | 10 d'agost de 2007     | Kitt Peak            | Spacewatch           |
| 445584 | 2011 QU87              | 10 d'agost de 2007     | Kitt Peak            | Spacewatch           |
| 445585 | 2011 RW3               | 6 d'octubre de 2007    | Socorro              | LINEAR               |
| 445586 | 2011 RN15              | 24 de setembre de 2008 | Mount Lemmon         | Mt. Lemmon Survey    |
| 445587 | 2011 SA14              | 18 de setembre de 2011 | Mount Lemmon         | Mt. Lemmon Survey    |
| 445588 | 2011 SE23              | 1 de març de 2009      | Mount Lemmon         | Mt. Lemmon Survey    |
| 445589 | 2011 SJ31              | 21 de desembre de 2008 | Mount Lemmon         | Mt. Lemmon Survey    |
| 445590 | 2011 SW32              | 30 de desembre de 2008 | Mount Lemmon         | Mt. Lemmon Survey    |
| 445591 | 2011 SC33              | 30 de gener de 2009    | Mount Lemmon         | Mt. Lemmon Survey    |
| 445592 | 2011 SH49              | 27 de setembre de 2003 | Kitt Peak            | Spacewatch           |
| 445593 | 2011 SO50              | 19 de novembre de 2003 | Kitt Peak            | Spacewatch           |
| 445594 | 2011 SZ64              | 12 d'octubre de 2007   | Mount Lemmon         | Mt. Lemmon Survey    |
| 445595 | 2011 SC66              | 10 de setembre de 2007 | Catalina             | CSS                  |
| 445596 | 2011 SB68              | 13 de setembre de 2004 | Anderson Mesa        | LONEOS               |
| 445597 | 2011 SQ68              | 29 de desembre de 2008 | Mount Lemmon         | Mt. Lemmon Survey    |
| 445598 | 2011 SM74              | 18 de setembre de 2007 | Catalina             | CSS                  |
| 445599 | 2011 SU77              | 11 de setembre de 2007 | Mount Lemmon         | Mt. Lemmon Survey    |
| 445600 | 2011 SM84              | 12 d'abril de 2005     | Kitt Peak            | Spacewatch           |

## 445601–445700
| Nom    | Designació provisional | Data de descobriment   | Lloc de descobriment | Descobridor/s     |
| ------ | ---------------------- | ---------------------- | -------------------- | ----------------- |
| 445601 | 2011 SR86              | 30 d'octubre de 2007   | Catalina             | CSS               |
| 445602 | 2011 ST87              | 9 de març de 2005      | Mount Lemmon         | Mt. Lemmon Survey |
| 445603 | 2011 SP90              | 19 de novembre de 2007 | Kitt Peak            | Spacewatch        |
| 445604 | 2011 SV91              | 3 de novembre de 2007  | Catalina             | CSS               |
| 445605 | 2011 SK101             | 9 d'abril de 2010      | Kitt Peak            | Spacewatch        |
| 445606 | 2011 SL109             | 1 de desembre de 2008  | Mount Lemmon         | Mt. Lemmon Survey |
| 445607 | 2011 SP115             | 11 d'octubre de 2007   | Catalina             | CSS               |
| 445608 | 2011 SD118             | 20 de novembre de 2000 | Kitt Peak            | Spacewatch        |
| 445609 | 2011 ST128             | 23 de setembre de 2011 | Kitt Peak            | Spacewatch        |
| 445610 | 2011 ST134             | 15 d'octubre de 2007   | Mount Lemmon         | Mt. Lemmon Survey |
| 445611 | 2011 SG135             | 17 de gener de 2004    | Kitt Peak            | Spacewatch        |
| 445612 | 2011 SM138             | 4 d'octubre de 2007    | Kitt Peak            | Spacewatch        |
| 445613 | 2011 SX141             | 11 de maig de 2002     | Socorro              | LINEAR            |
| 445614 | 2011 SZ142             | 15 d'octubre de 2007   | Kitt Peak            | Spacewatch        |
| 445615 | 2011 SB147             | 18 d'octubre de 2003   | Kitt Peak            | Spacewatch        |
| 445616 | 2011 SD155             | 4 d'octubre de 2003    | Kitt Peak            | Spacewatch        |
| 445617 | 2011 SG158             | 12 d'octubre de 2007   | Anderson Mesa        | LONEOS            |
| 445618 | 2011 SB178             | 14 de setembre de 2007 | Mount Lemmon         | Mt. Lemmon Survey |
| 445619 | 2011 SX178             | 20 d'octubre de 2007   | Mount Lemmon         | Mt. Lemmon Survey |
| 445620 | 2011 SY181             | 21 d'octubre de 2007   | Kitt Peak            | Spacewatch        |
| 445621 | 2011 SE187             | 1 de novembre de 2007  | Kitt Peak            | Spacewatch        |
| 445622 | 2011 SZ190             | 2 d'octubre de 2002    | Socorro              | LINEAR            |
| 445623 | 2011 SG193             | 28 de setembre de 2003 | Kitt Peak            | Spacewatch        |
| 445624 | 2011 SE211             | 31 de gener de 2006    | Kitt Peak            | Spacewatch        |
| 445625 | 2011 SN212             | 17 d'octubre de 1996   | Kitt Peak            | Spacewatch        |
| 445626 | 2011 SR218             | 12 de febrer de 2004   | Kitt Peak            | Spacewatch        |
| 445627 | 2011 SD229             | 27 d'agost de 2006     | Kitt Peak            | Spacewatch        |
| 445628 | 2011 SO229             | 23 de novembre de 2003 | Anderson Mesa        | LONEOS            |
| 445629 | 2011 SC230             | 26 de setembre de 2011 | Kitt Peak            | Spacewatch        |
| 445630 | 2011 SW232             | 18 de juliol de 2007   | Mount Lemmon         | Mt. Lemmon Survey |
| 445631 | 2011 SS244             | 13 d'octubre de 2007   | Kitt Peak            | Spacewatch        |
| 445632 | 2011 SZ244             | 8 de març de 2005      | Mount Lemmon         | Mt. Lemmon Survey |
| 445633 | 2011 SN246             | 21 de setembre de 2011 | Catalina             | CSS               |
| 445634 | 2011 SK250             | 13 de setembre de 2007 | Mount Lemmon         | Mt. Lemmon Survey |
| 445635 | 2011 SY257             | 21 de setembre de 2011 | Kitt Peak            | Spacewatch        |
| 445636 | 2011 SM258             | 14 de maig de 2005     | Kitt Peak            | Spacewatch        |
| 445637 | 2011 SB259             | 28 de setembre de 2006 | Kitt Peak            | Spacewatch        |
| 445638 | 2011 TR1               | 20 de setembre de 2011 | Kitt Peak            | Spacewatch        |
| 445639 | 2011 TL6               | 9 d'abril de 2010      | Kitt Peak            | Spacewatch        |
| 445640 | 2011 UX                | 1 d'octubre de 2011    | Kitt Peak            | Spacewatch        |
| 445641 | 2011 UQ5               | 23 de novembre de 1998 | Kitt Peak            | Spacewatch        |
| 445642 | 2011 UT6               | 8 de novembre de 2007  | Kitt Peak            | Spacewatch        |
| 445643 | 2011 UB10              | 19 d'agost de 2006     | Kitt Peak            | Spacewatch        |
| 445644 | 2011 UQ11              | 19 de novembre de 2003 | Anderson Mesa        | LONEOS            |
| 445645 | 2011 UF12              | 2 d'abril de 2006      | Kitt Peak            | Spacewatch        |
| 445646 | 2011 UZ16              | 24 de setembre de 2011 | Mount Lemmon         | Mt. Lemmon Survey |
| 445647 | 2011 UH30              | 18 d'octubre de 2011   | Mount Lemmon         | Mt. Lemmon Survey |
| 445648 | 2011 UP36              | 19 d'octubre de 2011   | Mount Lemmon         | Mt. Lemmon Survey |
| 445649 | 2011 UE44              | 3 de novembre de 2007  | Kitt Peak            | Spacewatch        |
| 445650 | 2011 UK47              | 18 d'octubre de 2011   | Kitt Peak            | Spacewatch        |
| 445651 | 2011 UG48              | 31 de març de 2009     | Mount Lemmon         | Mt. Lemmon Survey |
| 445652 | 2011 UK49              | 13 de febrer de 2004   | Kitt Peak            | Spacewatch        |
| 445653 | 2011 UU51              | 30 d'octubre de 2007   | Kitt Peak            | Spacewatch        |
| 445654 | 2011 UG54              | 30 d'abril de 2005     | Kitt Peak            | Spacewatch        |
| 445655 | 2011 UJ65              | 1 de novembre de 2007  | Kitt Peak            | Spacewatch        |
| 445656 | 2011 UD67              | 20 d'octubre de 2011   | Mount Lemmon         | Mt. Lemmon Survey |
| 445657 | 2011 UZ70              | 23 de novembre de 1998 | Anderson Mesa        | LONEOS            |
| 445658 | 2011 UV74              | 5 de novembre de 2007  | Kitt Peak            | Spacewatch        |
| 445659 | 2011 UK75              | 27 d'agost de 2006     | Kitt Peak            | Spacewatch        |
| 445660 | 2011 UK76              | 19 d'octubre de 2011   | Kitt Peak            | Spacewatch        |
| 445661 | 2011 UN76              | 19 d'octubre de 2011   | Kitt Peak            | Spacewatch        |
| 445662 | 2011 UR77              | 19 d'octubre de 2011   | Kitt Peak            | Spacewatch        |
| 445663 | 2011 UJ79              | 28 d'agost de 2006     | Kitt Peak            | Spacewatch        |
| 445664 | 2011 UA80              | 19 d'octubre de 2011   | Kitt Peak            | Spacewatch        |
| 445665 | 2011 UO82              | 13 de desembre de 2007 | Socorro              | LINEAR            |
| 445666 | 2011 UU83              | 1 de novembre de 2006  | Mount Lemmon         | Mt. Lemmon Survey |
| 445667 | 2011 UX84              | 19 d'octubre de 2011   | Kitt Peak            | Spacewatch        |
| 445668 | 2011 UQ86              | 20 d'octubre de 2011   | Mount Lemmon         | Mt. Lemmon Survey |
| 445669 | 2011 UE88              | 16 de desembre de 2007 | Mount Lemmon         | Mt. Lemmon Survey |
| 445670 | 2011 UP90              | 17 de desembre de 2003 | Socorro              | LINEAR            |
| 445671 | 2011 UK92              | 18 de desembre de 2003 | Kitt Peak            | Spacewatch        |
| 445672 | 2011 UX92              | 5 de novembre de 2007  | Kitt Peak            | Spacewatch        |
| 445673 | 2011 UP94              | 29 de setembre de 2011 | Mount Lemmon         | Mt. Lemmon Survey |
| 445674 | 2011 UT95              | 19 d'octubre de 2011   | Mount Lemmon         | Mt. Lemmon Survey |
| 445675 | 2011 UF96              | 5 de desembre de 2007  | Kitt Peak            | Spacewatch        |
| 445676 | 2011 UK96              | 21 de setembre de 2011 | Kitt Peak            | Spacewatch        |
| 445677 | 2011 UV103             | 29 de setembre de 2011 | Mount Lemmon         | Mt. Lemmon Survey |
| 445678 | 2011 UG105             | 17 de juny de 2010     | Mount Lemmon         | Mt. Lemmon Survey |
| 445679 | 2011 UJ114             | 21 d'octubre de 2011   | Mount Lemmon         | Mt. Lemmon Survey |
| 445680 | 2011 UF122             | 28 de setembre de 2011 | Kitt Peak            | Spacewatch        |
| 445681 | 2011 UW126             | 23 de setembre de 2011 | Mount Lemmon         | Mt. Lemmon Survey |
| 445682 | 2011 UD129             | 4 de desembre de 2007  | Kitt Peak            | Spacewatch        |
| 445683 | 2011 UJ139             | 22 d'octubre de 2011   | Kitt Peak            | Spacewatch        |
| 445684 | 2011 UP140             | 27 de setembre de 2011 | Mount Lemmon         | Mt. Lemmon Survey |
| 445685 | 2011 UG145             | 16 d'octubre de 2007   | Catalina             | CSS               |
| 445686 | 2011 UD147             | 16 de desembre de 2007 | Mount Lemmon         | Mt. Lemmon Survey |
| 445687 | 2011 UJ149             | 11 de maig de 2010     | Mount Lemmon         | Mt. Lemmon Survey |
| 445688 | 2011 UD151             | 22 de setembre de 1998 | Caussols             | ODAS              |
| 445689 | 2011 UN155             | 28 d'octubre de 2006   | Kitt Peak            | Spacewatch        |
| 445690 | 2011 UY159             | 24 d'octubre de 2011   | Socorro              | LINEAR            |
| 445691 | 2011 UX160             | 21 d'octubre de 2011   | Mount Lemmon         | Mt. Lemmon Survey |
| 445692 | 2011 UC163             | 11 de novembre de 2007 | Mount Lemmon         | Mt. Lemmon Survey |
| 445693 | 2011 UJ166             | 15 de desembre de 2007 | Kitt Peak            | Spacewatch        |
| 445694 | 2011 UB172             | 8 de novembre de 2007  | Socorro              | LINEAR            |
| 445695 | 2011 UG173             | 29 de febrer de 2004   | Kitt Peak            | Spacewatch        |
| 445696 | 2011 UK174             | 28 de setembre de 1994 | Kitt Peak            | Spacewatch        |
| 445697 | 2011 UC176             | 20 d'octubre de 2011   | Mount Lemmon         | Mt. Lemmon Survey |
| 445698 | 2011 UP182             | 27 d'agost de 2006     | Anderson Mesa        | LONEOS            |
| 445699 | 2011 UB184             | 30 de desembre de 2007 | Kitt Peak            | Spacewatch        |
| 445700 | 2011 UC188             | 12 de maig de 2005     | Mount Lemmon         | Mt. Lemmon Survey |

## 445701–445800
| Nom    | Designació provisional | Data de descobriment   | Lloc de descobriment | Descobridor/s     |
| ------ | ---------------------- | ---------------------- | -------------------- | ----------------- |
| 445701 | 2011 UA191             | 19 d'octubre de 2011   | Mount Lemmon         | Mt. Lemmon Survey |
| 445702 | 2011 UG193             | 16 de desembre de 2007 | Kitt Peak            | Spacewatch        |
| 445703 | 2011 UU195             | 7 de març de 2009      | Mount Lemmon         | Mt. Lemmon Survey |
| 445704 | 2011 UQ196             | 28 d'agost de 2006     | Kitt Peak            | Spacewatch        |
| 445705 | 2011 UK197             | 24 de setembre de 2011 | Mount Lemmon         | Mt. Lemmon Survey |
| 445706 | 2011 UL198             | 30 de desembre de 2007 | Mount Lemmon         | Mt. Lemmon Survey |
| 445707 | 2011 UR198             | 25 d'octubre de 2011   | Kitt Peak            | Spacewatch        |
| 445708 | 2011 UP210             | 15 de setembre de 2007 | Mount Lemmon         | Mt. Lemmon Survey |
| 445709 | 2011 UW243             | 27 d'octubre de 2006   | Kitt Peak            | Spacewatch        |
| 445710 | 2011 UO245             | 22 d'octubre de 2011   | Kitt Peak            | Spacewatch        |
| 445711 | 2011 UN252             | 17 de setembre de 2006 | Kitt Peak            | Spacewatch        |
| 445712 | 2011 UD255             | 9 de novembre de 2007  | Kitt Peak            | Spacewatch        |
| 445713 | 2011 UV260             | 19 de novembre de 2007 | Kitt Peak            | Spacewatch        |
| 445714 | 2011 UC261             | 23 d'octubre de 2011   | Kitt Peak            | Spacewatch        |
| 445715 | 2011 UA265             | 18 d'octubre de 2011   | Kitt Peak            | Spacewatch        |
| 445716 | 2011 UV266             | 18 d'octubre de 2011   | Catalina             | CSS               |
| 445717 | 2011 UW269             | 7 de novembre de 2007  | Kitt Peak            | Spacewatch        |
| 445718 | 2011 UC279             | 16 de desembre de 2007 | Mount Lemmon         | Mt. Lemmon Survey |
| 445719 | 2011 UA282             | 20 d'octubre de 2011   | Mount Lemmon         | Mt. Lemmon Survey |
| 445720 | 2011 UA283             | 22 d'abril de 2009     | Mount Lemmon         | Mt. Lemmon Survey |
| 445721 | 2011 UN283             | 16 de gener de 2008    | Kitt Peak            | Spacewatch        |
| 445722 | 2011 UO287             | 20 de febrer de 2009   | Kitt Peak            | Spacewatch        |
| 445723 | 2011 UC289             | 20 d'octubre de 2011   | Mount Lemmon         | Mt. Lemmon Survey |
| 445724 | 2011 UA297             | 29 d'octubre de 2011   | Kitt Peak            | Spacewatch        |
| 445725 | 2011 UB299             | 13 d'octubre de 1998   | Kitt Peak            | Spacewatch        |
| 445726 | 2011 UC300             | 15 de novembre de 2006 | Mount Lemmon         | Mt. Lemmon Survey |
| 445727 | 2011 UY302             | 29 de març de 2000     | Kitt Peak            | Spacewatch        |
| 445728 | 2011 UU310             | 30 d'octubre de 2011   | Kitt Peak            | Spacewatch        |
| 445729 | 2011 UO322             | 18 d'octubre de 2011   | Catalina             | CSS               |
| 445730 | 2011 UM325             | 16 d'octubre de 2007   | Mount Lemmon         | Mt. Lemmon Survey |
| 445731 | 2011 UB336             | 26 d'agost de 1998     | Kitt Peak            | Spacewatch        |
| 445732 | 2011 UT347             | 31 de desembre de 2007 | Kitt Peak            | Spacewatch        |
| 445733 | 2011 UK359             | 2 de novembre de 2007  | Kitt Peak            | Spacewatch        |
| 445734 | 2011 UQ359             | 4 de novembre de 2007  | Kitt Peak            | Spacewatch        |
| 445735 | 2011 UH360             | 13 de gener de 2008    | Mount Lemmon         | Mt. Lemmon Survey |
| 445736 | 2011 UD374             | 15 de setembre de 2007 | Mount Lemmon         | Mt. Lemmon Survey |
| 445737 | 2011 UY385             | 17 de desembre de 2007 | Mount Lemmon         | Mt. Lemmon Survey |
| 445738 | 2011 UH389             | 4 de març de 2005      | Mount Lemmon         | Mt. Lemmon Survey |
| 445739 | 2011 UX397             | 27 de setembre de 2011 | Kitt Peak            | Spacewatch        |
| 445740 | 2011 UJ405             | 13 de setembre de 1998 | Kitt Peak            | Spacewatch        |
| 445741 | 2011 VS7               | 2 d'octubre de 2002    | Socorro              | LINEAR            |
| 445742 | 2011 VG13              | 15 de gener de 2004    | Kitt Peak            | Spacewatch        |
| 445743 | 2011 WE2               | 19 de desembre de 2003 | Socorro              | LINEAR            |
| 445744 | 2011 WO14              | 16 de gener de 2008    | Kitt Peak            | Spacewatch        |
| 445745 | 2011 WS24              | 28 de setembre de 2006 | Kitt Peak            | Spacewatch        |
| 445746 | 2011 WL30              | 29 d'agost de 2006     | Kitt Peak            | Spacewatch        |
| 445747 | 2011 WW36              | 18 d'octubre de 2011   | Mount Lemmon         | Mt. Lemmon Survey |
| 445748 | 2011 WS39              | 29 de setembre de 1994 | Kitt Peak            | Spacewatch        |
| 445749 | 2011 WT42              | 1 d'octubre de 2005    | Catalina             | CSS               |
| 445750 | 2011 WG43              | 15 d'octubre de 2007   | Mount Lemmon         | Mt. Lemmon Survey |
| 445751 | 2011 WC57              | 5 de desembre de 2007  | Kitt Peak            | Spacewatch        |
| 445752 | 2011 WA69              | 17 de novembre de 2007 | Mount Lemmon         | Mt. Lemmon Survey |
| 445753 | 2011 WW69              | 9 de gener de 2002     | Socorro              | LINEAR            |
| 445754 | 2011 WY69              | 12 de febrer de 2004   | Kitt Peak            | Spacewatch        |
| 445755 | 2011 WV70              | 11 de novembre de 2007 | Mount Lemmon         | Mt. Lemmon Survey |
| 445756 | 2011 WD73              | 17 d'abril de 2009     | Kitt Peak            | Spacewatch        |
| 445757 | 2011 WR81              | 22 de novembre de 2006 | Kitt Peak            | Spacewatch        |
| 445758 | 2011 WR84              | 21 de novembre de 2007 | Mount Lemmon         | Mt. Lemmon Survey |
| 445759 | 2011 WN96              | 18 de setembre de 2006 | Kitt Peak            | Spacewatch        |
| 445760 | 2011 WV96              | 19 de desembre de 2007 | Mount Lemmon         | Mt. Lemmon Survey |
| 445761 | 2011 WT97              | 31 de desembre de 2007 | Kitt Peak            | Spacewatch        |
| 445762 | 2011 WT103             | 6 de juliol de 2010    | Kitt Peak            | Spacewatch        |
| 445763 | 2011 WR105             | 16 de novembre de 2011 | Kitt Peak            | Spacewatch        |
| 445764 | 2011 WY112             | 29 de setembre de 2011 | Catalina             | CSS               |
| 445765 | 2011 WD114             | 20 de desembre de 1995 | Kitt Peak            | Spacewatch        |
| 445766 | 2011 WB115             | 19 de desembre de 2007 | Kitt Peak            | Spacewatch        |
| 445767 | 2011 WC115             | 12 de novembre de 2007 | Mount Lemmon         | Mt. Lemmon Survey |
| 445768 | 2011 WY118             | 28 de març de 2009     | Kitt Peak            | Spacewatch        |
| 445769 | 2011 WH136             | 20 de novembre de 2006 | Mount Lemmon         | Mt. Lemmon Survey |
| 445770 | 2011 WD137             | 17 de setembre de 2006 | Kitt Peak            | Spacewatch        |
| 445771 | 2011 WX142             | 10 de gener de 2008    | Mount Lemmon         | Mt. Lemmon Survey |
| 445772 | 2011 WD143             | 11 de gener de 2008    | Kitt Peak            | Spacewatch        |
| 445773 | 2011 WS151             | 17 de gener de 2009    | Kitt Peak            | Spacewatch        |
| 445774 | 2011 XN3               | 14 de desembre de 2007 | Socorro              | LINEAR            |
| 445775 | 2011 YA                | 16 de desembre de 2011 | Catalina             | CSS               |
| 445776 | 2011 YP9               | 16 de novembre de 2011 | Mount Lemmon         | Mt. Lemmon Survey |
| 445777 | 2011 YU15              | 22 de març de 1999     | Anderson Mesa        | LONEOS            |
| 445778 | 2011 YW17              | 12 de març de 2008     | Kitt Peak            | Spacewatch        |
| 445779 | 2011 YU32              | 20 de juliol de 2010   | WISE                 | WISE              |
| 445780 | 2011 YP33              | 28 de novembre de 2011 | Mount Lemmon         | Mt. Lemmon Survey |
| 445781 | 2011 YR45              | 25 d'octubre de 2005   | Mount Lemmon         | Mt. Lemmon Survey |
| 445782 | 2011 YJ48              | 24 de desembre de 2011 | Mount Lemmon         | Mt. Lemmon Survey |
| 445783 | 2011 YF53              | 27 d'octubre de 2006   | Catalina             | CSS               |
| 445784 | 2011 YD57              | 22 de novembre de 2006 | Mount Lemmon         | Mt. Lemmon Survey |
| 445785 | 2011 YZ65              | 31 de desembre de 2011 | Kitt Peak            | Spacewatch        |
| 445786 | 2011 YR77              | 17 de febrer de 2007   | Mount Lemmon         | Mt. Lemmon Survey |
| 445787 | 2011 YA78              | 19 de desembre de 2003 | Kitt Peak            | Spacewatch        |
| 445788 | 2012 AN2               | 13 de setembre de 2004 | Socorro              | LINEAR            |
| 445789 | 2012 AK4               | 12 de desembre de 2006 | Mount Lemmon         | Mt. Lemmon Survey |
| 445790 | 2012 AY4               | 7 d'agost de 2010      | WISE                 | WISE              |
| 445791 | 2012 AN14              | 11 de febrer de 2008   | Mount Lemmon         | Mt. Lemmon Survey |
| 445792 | 2012 AF20              | 25 de novembre de 2005 | Catalina             | CSS               |
| 445793 | 2012 AO21              | 22 de juliol de 2010   | WISE                 | WISE              |
| 445794 | 2012 BD1               | 20 de febrer de 2001   | Socorro              | LINEAR            |
| 445795 | 2012 BC5               | 19 d'octubre de 2006   | Mount Lemmon         | Mt. Lemmon Survey |
| 445796 | 2012 BN5               | 12 de setembre de 2004 | Kitt Peak            | Spacewatch        |
| 445797 | 2012 BB16              | 21 de gener de 2001    | Kitt Peak            | Spacewatch        |
| 445798 | 2012 BV29              | 26 de desembre de 2011 | Kitt Peak            | Spacewatch        |
| 445799 | 2012 BY29              | 12 de març de 2007     | Mount Lemmon         | Mt. Lemmon Survey |
| 445800 | 2012 BQ32              | 25 de febrer de 2007   | Mount Lemmon         | Mt. Lemmon Survey |

## 445801–445900
| Nom    | Designació provisional | Data de descobriment   | Lloc de descobriment | Descobridor/s     |
| ------ | ---------------------- | ---------------------- | -------------------- | ----------------- |
| 445801 | 2012 BD34              | 11 d'octubre de 2010   | Mount Lemmon         | Mt. Lemmon Survey |
| 445802 | 2012 BD48              | 24 de desembre de 2011 | Mount Lemmon         | Mt. Lemmon Survey |
| 445803 | 2012 BN58              | 10 de gener de 2007    | Mount Lemmon         | Mt. Lemmon Survey |
| 445804 | 2012 BJ67              | 26 de juliol de 2010   | WISE                 | WISE              |
| 445805 | 2012 BH76              | 18 de gener de 1996    | Kitt Peak            | Spacewatch        |
| 445806 | 2012 BK81              | 25 d'octubre de 2005   | Kitt Peak            | Spacewatch        |
| 445807 | 2012 BP81              | 6 de febrer de 2007    | Mount Lemmon         | Mt. Lemmon Survey |
| 445808 | 2012 BK84              | 28 de desembre de 2005 | Mount Lemmon         | Mt. Lemmon Survey |
| 445809 | 2012 BS86              | 10 de gener de 2007    | Socorro              | LINEAR            |
| 445810 | 2012 BK89              | 17 de novembre de 2006 | Kitt Peak            | Spacewatch        |
| 445811 | 2012 BU90              | 3 de maig de 2008      | Mount Lemmon         | Mt. Lemmon Survey |
| 445812 | 2012 BX110             | 27 de gener de 2012    | Kitt Peak            | Spacewatch        |
| 445813 | 2012 BH112             | 14 de març de 2005     | Mount Lemmon         | Mt. Lemmon Survey |
| 445814 | 2012 BO112             | 3 de setembre de 2010  | Mount Lemmon         | Mt. Lemmon Survey |
| 445815 | 2012 BF117             | 27 de juliol de 2010   | WISE                 | WISE              |
| 445816 | 2012 BH120             | 1 de novembre de 2010  | Mount Lemmon         | Mt. Lemmon Survey |
| 445817 | 2012 BM124             | 27 de gener de 2012    | Mount Lemmon         | Mt. Lemmon Survey |
| 445818 | 2012 BR128             | 25 de juliol de 2010   | WISE                 | WISE              |
| 445819 | 2012 BF130             | 19 de gener de 2012    | Kitt Peak            | Spacewatch        |
| 445820 | 2012 BQ131             | 6 d'agost de 2010      | WISE                 | WISE              |
| 445821 | 2012 BV135             | 23 de setembre de 2005 | Kitt Peak            | Spacewatch        |
| 445822 | 2012 BK139             | 12 de novembre de 2010 | Mount Lemmon         | Mt. Lemmon Survey |
| 445823 | 2012 BO151             | 21 de novembre de 2005 | Catalina             | CSS               |
| 445824 | 2012 BF152             | 28 de gener de 2007    | Mount Lemmon         | Mt. Lemmon Survey |
| 445825 | 2012 CR2               | 2 d'octubre de 2010    | Kitt Peak            | Spacewatch        |
| 445826 | 2012 CQ5               | 10 de novembre de 2010 | Mount Lemmon         | Mt. Lemmon Survey |
| 445827 | 2012 CV9               | 4 de gener de 2012     | Mount Lemmon         | Mt. Lemmon Survey |
| 445828 | 2012 CW17              | 10 d'agost de 2009     | Kitt Peak            | Spacewatch        |
| 445829 | 2012 CG18              | 25 d'octubre de 2005   | Kitt Peak            | Spacewatch        |
| 445830 | 2012 CL19              | 11 de febrer de 2012   | Mount Lemmon         | Mt. Lemmon Survey |
| 445831 | 2012 CR33              | 6 de desembre de 2005  | Kitt Peak            | Spacewatch        |
| 445832 | 2012 CU40              | 23 de gener de 2006    | Kitt Peak            | Spacewatch        |
| 445833 | 2012 CT41              | 1 de novembre de 2005  | Mount Lemmon         | Mt. Lemmon Survey |
| 445834 | 2012 CX44              | 7 de setembre de 2002  | Socorro              | LINEAR            |
| 445835 | 2012 CN52              | 29 de gener de 2012    | Kitt Peak            | Spacewatch        |
| 445836 | 2012 CG53              | 18 de gener de 2012    | Catalina             | CSS               |
| 445837 | 2012 DO7               | 9 d'agost de 2010      | WISE                 | WISE              |
| 445838 | 2012 DT10              | 30 de gener de 2012    | Kitt Peak            | Spacewatch        |
| 445839 | 2012 DW12              | 4 de novembre de 2004  | Socorro              | LINEAR            |
| 445840 | 2012 DE25              | 22 de gener de 2006    | Catalina             | CSS               |
| 445841 | 2012 DT25              | 7 de setembre de 2004  | Kitt Peak            | Spacewatch        |
| 445842 | 2012 DA31              | 3 de novembre de 2010  | Mount Lemmon         | Mt. Lemmon Survey |
| 445843 | 2012 DB54              | 28 de març de 2008     | Mount Lemmon         | Mt. Lemmon Survey |
| 445844 | 2012 DS55              | 24 de febrer de 2006   | Kitt Peak            | Spacewatch        |
| 445845 | 2012 DD56              | 3 de febrer de 2006    | Mount Lemmon         | Mt. Lemmon Survey |
| 445846 | 2012 DP89              | 17 de gener de 2007    | Catalina             | CSS               |
| 445847 | 2012 ET16              | 21 de febrer de 2012   | Mount Lemmon         | Mt. Lemmon Survey |
| 445848 | 2012 FX26              | 21 de febrer de 2012   | Kitt Peak            | Spacewatch        |
| 445849 | 2012 FO45              | 26 de desembre de 2005 | Mount Lemmon         | Mt. Lemmon Survey |
| 445850 | 2012 FF63              | 22 de gener de 2006    | Socorro              | LINEAR            |
| 445851 | 2012 FC75              | 26 de setembre de 2009 | Mount Lemmon         | Mt. Lemmon Survey |
| 445852 | 2012 FU81              | 14 d'octubre de 2004   | Anderson Mesa        | LONEOS            |
| 445853 | 2012 GH32              | 26 de gener de 2006    | Anderson Mesa        | LONEOS            |
| 445854 | 2012 HT20              | 26 de setembre de 2005 | Catalina             | CSS               |
| 445855 | 2012 HG42              | 17 de novembre de 2010 | Mount Lemmon         | Mt. Lemmon Survey |
| 445856 | 2012 HD56              | 13 de novembre de 2010 | Kitt Peak            | Spacewatch        |
| 445857 | 2012 MR6               | 2 de novembre de 2010  | Mount Lemmon         | Mt. Lemmon Survey |
| 445858 | 2012 OL                | 9 d'octubre de 2007    | Catalina             | CSS               |
| 445859 | 2012 SX46              | 23 d'octubre de 2006   | Mount Lemmon         | Mt. Lemmon Survey |
| 445860 | 2012 SD51              | 27 de gener de 2007    | Kitt Peak            | Spacewatch        |
| 445861 | 2012 TU10              | 6 d'octubre de 2012    | Mount Lemmon         | Mt. Lemmon Survey |
| 445862 | 2012 TO54              | 11 de març de 2007     | Catalina             | CSS               |
| 445863 | 2012 TS57              | 27 de gener de 2007    | Mount Lemmon         | Mt. Lemmon Survey |
| 445864 | 2012 TH66              | 23 de setembre de 2012 | Mount Lemmon         | Mt. Lemmon Survey |
| 445865 | 2012 TC69              | 10 de gener de 2007    | Mount Lemmon         | Mt. Lemmon Survey |
| 445866 | 2012 TN87              | 15 d'abril de 2007     | Mount Lemmon         | Mt. Lemmon Survey |
| 445867 | 2012 TD120             | 16 d'octubre de 2009   | Kitt Peak            | Spacewatch        |
| 445868 | 2012 TQ149             | 10 de maig de 2005     | Mount Lemmon         | Mt. Lemmon Survey |
| 445869 | 2012 TU155             | 16 de desembre de 2009 | Mount Lemmon         | Mt. Lemmon Survey |
| 445870 | 2012 TS168             | 4 d'octubre de 1996    | Kitt Peak            | Spacewatch        |
| 445871 | 2012 TZ193             | 16 de novembre de 2009 | Kitt Peak            | Spacewatch        |
| 445872 | 2012 TU206             | 6 d'abril de 2011      | Kitt Peak            | Spacewatch        |
| 445873 | 2012 TB243             | 14 de setembre de 2012 | Kitt Peak            | Spacewatch        |
| 445874 | 2012 TS255             | 15 d'octubre de 2012   | Kitt Peak            | Spacewatch        |
| 445875 | 2012 TA284             | 15 d'octubre de 2012   | Mount Lemmon         | Mt. Lemmon Survey |
| 445876 | 2012 UQ26              | 25 de desembre de 2009 | Kitt Peak            | Spacewatch        |
| 445877 | 2012 UT45              | 16 de novembre de 2009 | Mount Lemmon         | Mt. Lemmon Survey |
| 445878 | 2012 UH56              | 13 d'octubre de 2012   | Kitt Peak            | Spacewatch        |
| 445879 | 2012 UG91              | 9 de novembre de 1999  | Kitt Peak            | Spacewatch        |
| 445880 | 2012 UF99              | 17 de novembre de 2006 | Kitt Peak            | Spacewatch        |
| 445881 | 2012 UN116             | 23 de novembre de 2009 | Kitt Peak            | Spacewatch        |
| 445882 | 2012 UL124             | 8 de desembre de 2005  | Kitt Peak            | Spacewatch        |
| 445883 | 2012 UR133             | 17 de novembre de 2009 | Kitt Peak            | Spacewatch        |
| 445884 | 2012 UZ149             | 17 de desembre de 2009 | Kitt Peak            | Spacewatch        |
| 445885 | 2012 UO163             | 30 de març de 2008     | Kitt Peak            | Spacewatch        |
| 445886 | 2012 VZ                | 19 de desembre de 2009 | Kitt Peak            | Spacewatch        |
| 445887 | 2012 VL10              | 29 de novembre de 2005 | Kitt Peak            | Spacewatch        |
| 445888 | 2012 VJ16              | 15 de desembre de 2009 | Mount Lemmon         | Mt. Lemmon Survey |
| 445889 | 2012 VB17              | 12 de març de 2010     | Kitt Peak            | Spacewatch        |
| 445890 | 2012 VA18              | 30 de novembre de 2005 | Kitt Peak            | Spacewatch        |
| 445891 | 2012 VU24              | 10 de gener de 2007    | Mount Lemmon         | Mt. Lemmon Survey |
| 445892 | 2012 VH34              | 3 de juliol de 2005    | Mount Lemmon         | Mt. Lemmon Survey |
| 445893 | 2012 VC39              | 4 de setembre de 1999  | Kitt Peak            | Spacewatch        |
| 445894 | 2012 VV42              | 6 de novembre de 2012  | Mount Lemmon         | Mt. Lemmon Survey |
| 445895 | 2012 VD44              | 5 d'abril de 2011      | Kitt Peak            | Spacewatch        |
| 445896 | 2012 VY57              | 20 d'octubre de 2012   | Kitt Peak            | Spacewatch        |
| 445897 | 2012 VP73              | 22 de desembre de 2005 | Kitt Peak            | Spacewatch        |
| 445898 | 2012 VD81              | 23 de febrer de 2007   | Mount Lemmon         | Mt. Lemmon Survey |
| 445899 | 2012 VA82              | 29 de març de 2011     | Kitt Peak            | Spacewatch        |
| 445900 | 2012 VH82              | 16 de desembre de 2009 | Kitt Peak            | Spacewatch        |

## 445901–446000
| Nom    | Designació provisional | Data de descobriment   | Lloc de descobriment | Descobridor/s             |
| ------ | ---------------------- | ---------------------- | -------------------- | ------------------------- |
| 445901 | 2012 VE85              | 1 d'octubre de 2005    | Kitt Peak            | Spacewatch                |
| 445902 | 2012 VA87              | 10 de novembre de 2009 | Mount Lemmon         | Mt. Lemmon Survey         |
| 445903 | 2012 VH105             | 14 d'octubre de 2012   | Kitt Peak            | Spacewatch                |
| 445904 | 2012 VY105             | 27 d'octubre de 2005   | Mount Lemmon         | Mt. Lemmon Survey         |
| 445905 | 2012 WV16              | 29 de juliol de 2008   | Kitt Peak            | Spacewatch                |
| 445906 | 2012 WO25              | 9 de març de 2007      | Mount Lemmon         | Mt. Lemmon Survey         |
| 445907 | 2012 WQ27              | 14 de setembre de 2007 | Catalina             | CSS                       |
| 445908 | 2012 WE35              | 7 de novembre de 2012  | Kitt Peak            | Spacewatch                |
| 445909 | 2012 XN32              | 9 de març de 2007      | Mount Lemmon         | Mt. Lemmon Survey         |
| 445910 | 2012 XO32              | 28 de novembre de 2005 | Mount Lemmon         | Mt. Lemmon Survey         |
| 445911 | 2012 XM33              | 1 de novembre de 2005  | Mount Lemmon         | Mt. Lemmon Survey         |
| 445912 | 2012 XC38              | 15 de desembre de 2001 | Socorro              | LINEAR                    |
| 445913 | 2012 XJ44              | 3 de novembre de 2005  | Kitt Peak            | Spacewatch                |
| 445914 | 2012 XH46              | 1 de febrer de 2003    | Kitt Peak            | Spacewatch                |
| 445915 | 2012 XZ49              | 22 d'octubre de 2005   | Catalina             | CSS                       |
| 445916 | 2012 XE50              | 24 d'octubre de 1995   | Kitt Peak            | Spacewatch                |
| 445917 | 2012 XF71              | 5 de desembre de 2012  | Tincana              | Zolnowski, M., Kusiak, M. |
| 445918 | 2012 XT83              | 6 de desembre de 2012  | Kitt Peak            | Spacewatch                |
| 445919 | 2012 XE94              | 27 de gener de 2007    | Mount Lemmon         | Mt. Lemmon Survey         |
| 445920 | 2012 XH94              | 1 d'octubre de 2008    | Kitt Peak            | Spacewatch                |
| 445921 | 2012 XQ95              | 25 de maig de 2006     | Kitt Peak            | Spacewatch                |
| 445922 | 2012 XF106             | 15 d'octubre de 2004   | Kitt Peak            | Spacewatch                |
| 445923 | 2012 XB113             | 29 de gener de 2003    | Kitt Peak            | Spacewatch                |
| 445924 | 2012 XN117             | 9 d'octubre de 2007    | Anderson Mesa        | LONEOS                    |
| 445925 | 2012 XU119             | 3 de gener de 2000     | Kitt Peak            | Spacewatch                |
| 445926 | 2012 XD120             | 18 de desembre de 2001 | Socorro              | LINEAR                    |
| 445927 | 2012 XB124             | 2 d'octubre de 2008    | Kitt Peak            | Spacewatch                |
| 445928 | 2012 XY138             | 5 de desembre de 2012  | Mount Lemmon         | Mt. Lemmon Survey         |
| 445929 | 2012 XD145             | 23 d'octubre de 2004   | Kitt Peak            | Spacewatch                |
| 445930 | 2013 AR4               | 9 de març de 2005      | Kitt Peak            | Spacewatch                |
| 445931 | 2013 AA6               | 20 de desembre de 2009 | Mount Lemmon         | Mt. Lemmon Survey         |
| 445932 | 2013 AN11              | 2 d'octubre de 2008    | Mount Lemmon         | Mt. Lemmon Survey         |
| 445933 | 2013 AJ15              | 16 d'octubre de 2003   | Kitt Peak            | Spacewatch                |
| 445934 | 2013 AX24              | 9 de setembre de 2008  | Mount Lemmon         | Mt. Lemmon Survey         |
| 445935 | 2013 AE33              | 19 de desembre de 2004 | Anderson Mesa        | LONEOS                    |
| 445936 | 2013 AQ33              | 3 de novembre de 2008  | Mount Lemmon         | Mt. Lemmon Survey         |
| 445937 | 2013 AR35              | 4 de setembre de 2008  | Kitt Peak            | Spacewatch                |
| 445938 | 2013 AY39              | 5 de gener de 2013     | Kitt Peak            | Spacewatch                |
| 445939 | 2013 AG43              | 2 de març de 1995      | Kitt Peak            | Spacewatch                |
| 445940 | 2013 AE44              | 3 de gener de 2013     | Catalina             | CSS                       |
| 445941 | 2013 AK50              | 29 de maig de 2011     | Mount Lemmon         | Mt. Lemmon Survey         |
| 445942 | 2013 AM57              | 24 de novembre de 2008 | Mount Lemmon         | Mt. Lemmon Survey         |
| 445943 | 2013 AT57              | 2 de febrer de 2005    | Kitt Peak            | Spacewatch                |
| 445944 | 2013 AN61              | 10 de setembre de 2004 | Kitt Peak            | Spacewatch                |
| 445945 | 2013 AN64              | 24 de novembre de 1997 | Kitt Peak            | Spacewatch                |
| 445946 | 2013 AS69              | 22 d'octubre de 2008   | Kitt Peak            | Spacewatch                |
| 445947 | 2013 AR70              | 3 de gener de 2013     | Mount Lemmon         | Mt. Lemmon Survey         |
| 445948 | 2013 AU70              | 2 d'abril de 2005      | Kitt Peak            | Spacewatch                |
| 445949 | 2013 AX70              | 19 de gener de 2004    | Kitt Peak            | Spacewatch                |
| 445950 | 2013 AU74              | 23 de març de 2006     | Catalina             | CSS                       |
| 445951 | 2013 AS75              | 3 de novembre de 2008  | Mount Lemmon         | Mt. Lemmon Survey         |
| 445952 | 2013 AR78              | 31 d'octubre de 2008   | Catalina             | CSS                       |
| 445953 | 2013 AA84              | 12 de febrer de 2002   | Kitt Peak            | Spacewatch                |
| 445954 | 2013 AL86              | 24 de desembre de 2005 | Kitt Peak            | Spacewatch                |
| 445955 | 2013 AS88              | 10 de novembre de 2004 | Kitt Peak            | Spacewatch                |
| 445956 | 2013 AK89              | 1 de novembre de 2008  | Mount Lemmon         | Mt. Lemmon Survey         |
| 445957 | 2013 AM89              | 30 de setembre de 2005 | Catalina             | CSS                       |
| 445958 | 2013 AR90              | 15 de gener de 2013    | Catalina             | CSS                       |
| 445959 | 2013 AJ97              | 29 de febrer de 2008   | Kitt Peak            | Spacewatch                |
| 445960 | 2013 AW99              | 8 de setembre de 2011  | Kitt Peak            | Spacewatch                |
| 445961 | 2013 AR102             | 5 de gener de 2013     | Kitt Peak            | Spacewatch                |
| 445962 | 2013 AW104             | 28 de desembre de 2003 | Socorro              | LINEAR                    |
| 445963 | 2013 AG112             | 17 de novembre de 2004 | Campo Imperatore     | CINEOS                    |
| 445964 | 2013 AW115             | 3 de desembre de 2000  | Kitt Peak            | Spacewatch                |
| 445965 | 2013 AY115             | 3 de gener de 2009     | Mount Lemmon         | Mt. Lemmon Survey         |
| 445966 | 2013 AE122             | 11 de març de 2005     | Mount Lemmon         | Mt. Lemmon Survey         |
| 445967 | 2013 AN125             | 23 de setembre de 2008 | Kitt Peak            | Spacewatch                |
| 445968 | 2013 AX128             | 13 d'octubre de 2007   | Catalina             | CSS                       |
| 445969 | 2013 AP130             | 28 de gener de 2006    | Kitt Peak            | Spacewatch                |
| 445970 | 2013 AV132             | 21 de desembre de 2008 | Catalina             | CSS                       |
| 445971 | 2013 BZ7               | 16 de gener de 2005    | Kitt Peak            | Spacewatch                |
| 445972 | 2013 BE9               | 27 de juny de 2010     | WISE                 | WISE                      |
| 445973 | 2013 BO14              | 17 de gener de 2013    | Mount Lemmon         | Mt. Lemmon Survey         |
| 445974 | 2013 BJ18              | 16 de gener de 2013    | Haleakala            | Pan-STARRS 1              |
| 445975 | 2013 BM21              | 5 de març de 2006      | Kitt Peak            | Spacewatch                |
| 445976 | 2013 BV21              | 19 d'abril de 2010     | WISE                 | WISE                      |
| 445977 | 2013 BD24              | 1 de desembre de 2008  | Mount Lemmon         | Mt. Lemmon Survey         |
| 445978 | 2013 BD34              | 7 de desembre de 2005  | Catalina             | CSS                       |
| 445979 | 2013 BE35              | 25 de febrer de 2006   | Kitt Peak            | Spacewatch                |
| 445980 | 2013 BL43              | 9 d'abril de 2006      | Kitt Peak            | Spacewatch                |
| 445981 | 2013 BS44              | 13 de setembre de 2007 | Catalina             | CSS                       |
| 445982 | 2013 BV46              | 5 de gener de 2013     | Kitt Peak            | Spacewatch                |
| 445983 | 2013 BY46              | 3 de novembre de 2004  | Kitt Peak            | Spacewatch                |
| 445984 | 2013 BB55              | 20 de novembre de 2003 | Kitt Peak            | Spacewatch                |
| 445985 | 2013 BY59              | 3 de març de 2005      | Catalina             | CSS                       |
| 445986 | 2013 BB60              | 28 de setembre de 2000 | Kitt Peak            | Spacewatch                |
| 445987 | 2013 BA69              | 7 de gener de 2006     | Mount Lemmon         | Mt. Lemmon Survey         |
| 445988 | 2013 BJ71              | 20 de novembre de 2008 | Mount Lemmon         | Mt. Lemmon Survey         |
| 445989 | 2013 BE77              | 11 de desembre de 2004 | Kitt Peak            | Spacewatch                |
| 445990 | 2013 BY78              | 27 de gener de 2006    | Mount Lemmon         | Mt. Lemmon Survey         |
| 445991 | 2013 CZ1               | 4 de setembre de 2010  | Mount Lemmon         | Mt. Lemmon Survey         |
| 445992 | 2013 CW2               | 20 de novembre de 2008 | Kitt Peak            | Spacewatch                |
| 445993 | 2013 CY4               | 24 d'agost de 2007     | Kitt Peak            | Spacewatch                |
| 445994 | 2013 CD12              | 4 d'abril de 2008      | Catalina             | CSS                       |
| 445995 | 2013 CZ14              | 31 de març de 2005     | Kitt Peak            | Spacewatch                |
| 445996 | 2013 CW16              | 13 de novembre de 2007 | Kitt Peak            | Spacewatch                |
| 445997 | 2013 CG19              | 21 d'agost de 2006     | Kitt Peak            | Spacewatch                |
| 445998 | 2013 CP19              | 28 de setembre de 2008 | Socorro              | LINEAR                    |
| 445999 | 2013 CE20              | 5 de març de 2002      | Kitt Peak            | Spacewatch                |
| 446000 | 2013 CV20              | 4 de gener de 2013     | Mount Lemmon         | Mt. Lemmon Survey         |